# Montreuil-sur-Mer
Pour les articles homonymes, voir Montreuil.
Montreuil-sur-Mer (appelée officiellement Montreuil avant le 1er janvier 2023) est une commune française située dans le département du Pas-de-Calais en région Hauts-de-France.
Malgré sa faible population (1 902 habitants au dernier recensement en 2022) et sa faible superficie, Montreuil-sur-Mer est une commune relativement importante puisqu'elle occupe le statut de sous-préfecture du département (aux côtés de grandes villes comme Calais, Boulogne et Lens) ainsi que celui de chef-lieu d'un arrondissement départemental regroupant 164 communes, parmi lesquelles certaines sont bien plus peuplées comme Berck et Étaples. Elle est la 5e sous-préfecture la moins peuplée de France et est l'une des rares sous-préfectures à ne pas faire partie des villes les plus peuplées de son département (Montreuil-sur-Mer est la 145e ville du Pas-de-Calais, ce qui constitue un record).
Petite ville au riche patrimoine historique et architectural, principalement connue pour ses fortifications et ses remparts datant des XIIIe et XVIe siècles, elle est devenue l'un des principaux lieux touristiques de la région et a reçu plusieurs labels. En référence à l'ouvrage Les Misérables de Victor Hugo dont une partie a lieu à Montreuil-sur-Mer, chaque été se déroule le spectacle son et lumières « Juliette et les Misérables ». Des scènes du film Les Misérables, d'Henri Fescourt, sont tournées dans la cité en 1925.

## Géographie

### Localisation

Montreuil-sur-Mer à l'ouest du bassin de la Canche.

Montreuil-sur-Mer est une commune située dans le Pas-de-Calais, à 30 km au sud de Boulogne-sur-Mer, 40 km au nord d'Abbeville, 75 km à l'ouest d'Arras et 180 km au nord de Paris à vol d'oiseau.
Installé sur un promontoire dominant la Canche, à une dizaine de kilomètres d'Étaples où celle-ci se jette dans la Manche, Montreuil-sur-Mer jouit d'une position géographique privilégiée. La commune est isolée des plateaux voisins par les vallons d'Écuires et de La Madelaine. Cette position naturelle de commandement lui donne une vocation défensive inévitable.
Bien que situé à plus de 10 km de la mer, Montreuil-sur-Mer fut pendant longtemps un port maritime de première importance. Les bateaux naviguaient sur la Canche jusqu'au port, qui ne permet plus aujourd'hui que la navigation de barques de pêche et de kayaks. Cette particularité explique le nom de Montreuil-sur-Mer. Ce fut même, entre l'accession au trône de France de Hugues Capet en 987 et 1204, le seul port de mer du domaine royal,.
Appartenant historiquement à la Picardie, Montreuil-sur-Mer est rattaché au département du Pas-de-Calais en 1790, puis à la région Nord-Pas-de-Calais en 1972, et depuis le 1er janvier 2016, à la région Hauts-de-France.
Le territoire de la commune est limitrophe de ceux de cinq communes.
Les communes limitrophes sont Neuville-sous-Montreuil, Beaumerie-Saint-Martin, Écuires, La Madelaine-sous-Montreuil et Marles-sur-Canche.

### Géologie et relief
La superficie de la commune est de 285 ha ; son altitude varie de 2 à 43 mètres.

### Hydrographie
Le territoire de la commune est situé dans le bassin Artois-Picardie.
Le territoire communal est drainé par deux cours d'eau :
- la Canche, fleuve côtier d'une longueur de 100,22 km, qui prend sa source dans la commune de Gouy-en-Ternois et se jette dans la Manche entre Étaples et Le Touquet-Paris-Plage[11] ;
- le Ruisseau de Montreuil, d'une longueur de 2,72 km[12].

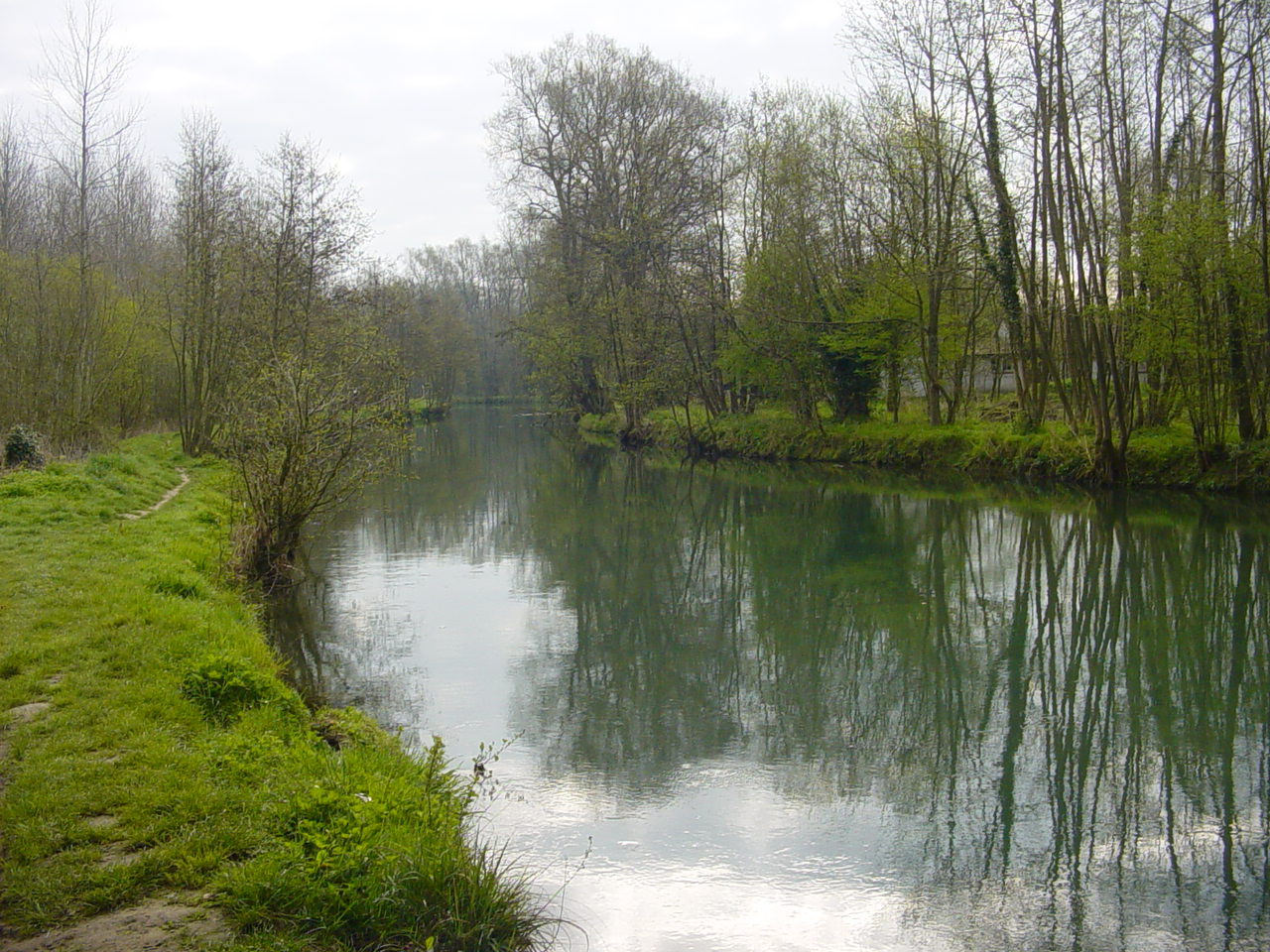
La Canche.
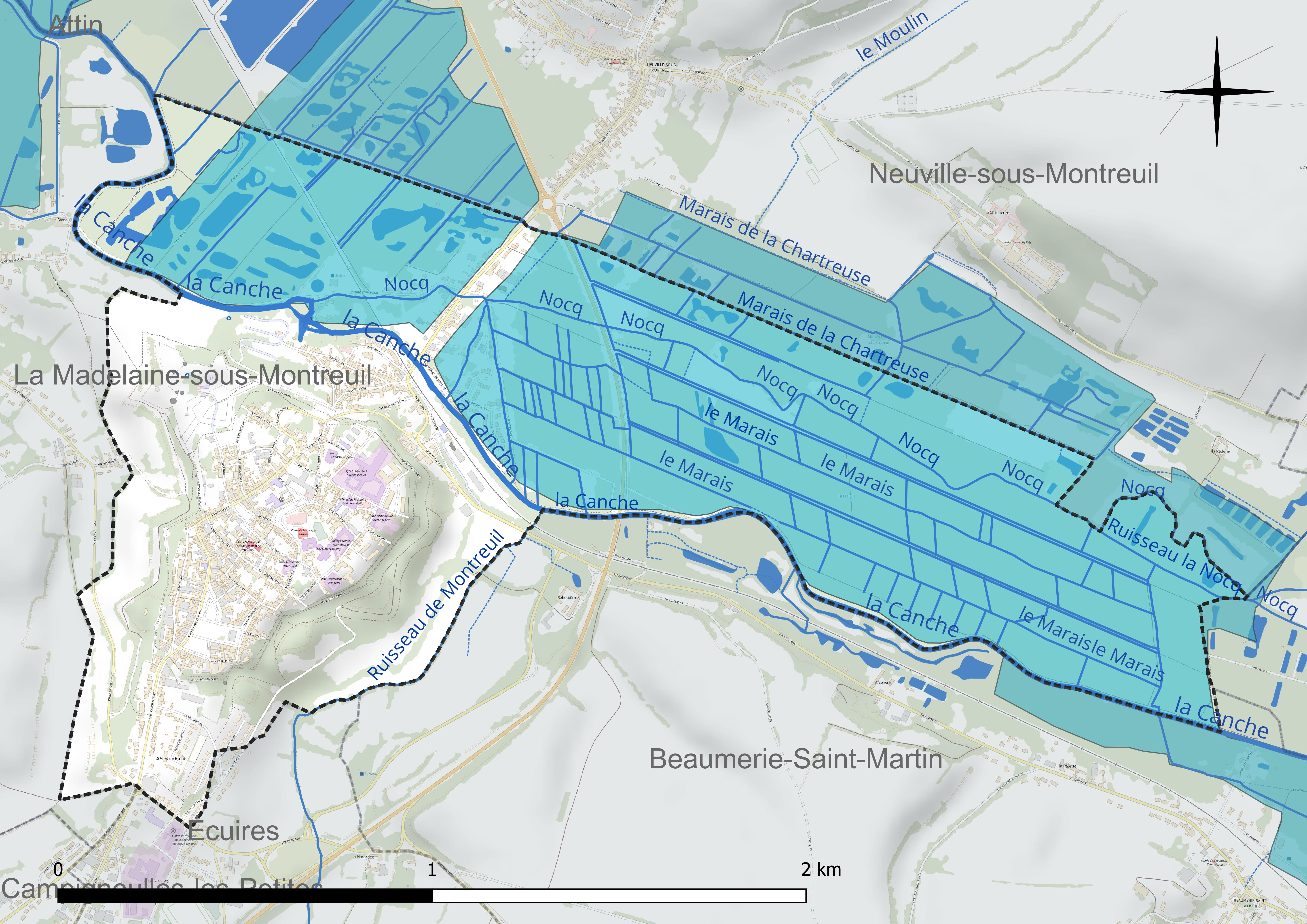
Réseau hydrographique de Montreuil-sur-Mer[Note 1].

### Climat
Pour des articles plus généraux, voir Climat des Hauts-de-France et Climat du Nord-Pas-de-Calais.
En 2010, le climat de la commune est de type climat océanique franc, selon une étude du CNRS s'appuyant sur une série de données couvrant la période 1971-2000. En 2020, Météo-France publie une typologie des climats de la France métropolitaine dans laquelle la commune est exposée à un climat océanique et est dans la région climatique Côtes de la Manche orientale, caractérisée par un faible ensoleillement (1 550 h/an) ; forte humidité de l’air (plus de 20 h/jour avec humidité relative > 80 % en hiver), vents forts fréquents.
Pour la période 1971-2000, la température annuelle moyenne est de 10,5 °C, avec une amplitude thermique annuelle de 12,9 °C. Le cumul annuel moyen de précipitations est de 843 mm, avec 12,6 jours de précipitations en janvier et 8,3 jours en juillet. Pour la période 1991-2020, la température moyenne annuelle observée à la station météorologique la plus proche, située dans la commune du Touquet-Paris-Plage à 13 km à vol d'oiseau, est de 11,2 °C et le cumul annuel moyen de précipitations est de 888,8 mm,. Pour l'avenir, les paramètres climatiques de la commune estimés pour 2050 selon différents scénarios d'émission de gaz à effet de serre sont consultables sur un site dédié publié par Météo-France en novembre 2022.

### Paysages
Pour un article plus général, voir Paysage en France.
La commune est située dans le « paysage montreuillois » tel que défini dans l’atlas des paysages de la région Nord-Pas-de-Calais, conçu par la direction régionale de l'Environnement, de l'Aménagement et du Logement (DREAL),. Ce paysage, qui concerne 98 communes, est délimité : à l’ouest par des falaises qui, avec le recul de la mer, ont donné naissance aux bas-champs ourlés de dunes ; au nord par la boutonnière du Boulonnais ; au sud par le vaste plateau formé par la vallée de l’Authie, et à l’est par les paysages du Ternois et de Haut-Artois. Ce paysage régional, avec, dans son axe central, la vallée de la Canche et ses nombreux affluents comme la Course, la Créquoise, la Planquette…, offre une alternance de vallées et de plateaux, appelée « ondulations montreuilloises ». Dans ce paysage, et plus particulièrement sur les plateaux, on cultive la betterave sucrière, le blé et le maïs, et les plateaux entre la Ternoise et la Créquoise sont couverts de vastes massifs forestiers comme la forêt d'Hesdin, les bois de Fressin, Sains, Créquy.

### Milieux naturels et biodiversité

#### Espaces protégés et gérés
La protection réglementaire est le mode d’intervention le plus fort pour préserver des espaces naturels remarquables et leur biodiversité associée.
Dans ce cadre, selon le site de l’Inventaire national du patrimoine naturel, la commune fait partie de trois espaces protégés et gérés (location, convention de gestion) par le Conservatoire d'espaces naturels des Hauts-de-France :
- le marais de Montreuil d’une superficie de 12,528 ha[22] ;
- le marais de Beaumerie-Saint-Martin d’une superficie de 39,041 ha[23] ;
- les remparts de Montreuil d’une superficie de 29,661 ha[24].

#### Zones naturelles d'intérêt écologique, faunistique et floristique
L’inventaire des zones naturelles d'intérêt écologique, faunistique et floristique (ZNIEFF) a pour objectif de réaliser une couverture des zones les plus intéressantes sur le plan écologique, essentiellement dans la perspective d’améliorer la connaissance du patrimoine naturel national et de fournir aux différents décideurs un outil d’aide à la prise en compte de l’environnement dans l’aménagement du territoire.
Le territoire communal de la commune comprend deux ZNIEFF de type 1 :
- marais de la Nocq, zone de type 1, d'une superficie de 167 ha, altitude de 5 à 8 mètres[25] ;
- marais et bois tourbeux de La Calotterie, Attin et La Madelaine-sous-Montreuil, d'une superficie de 233 hectares, altitude de 4 à 6 mètres[26].

et une ZNIEFF de type 2 : la basse vallée de la Canche et ses versants en aval d'Hesdin, d'une superficie de 12 059 ha, altitude de 4 à 133 mètres.

#### Site Natura 2000
Le réseau Natura 2000 est un réseau écologique européen de sites naturels d’intérêt écologique élaboré à partir des Directives « Habitats » et « Oiseaux ». Ce réseau est constitué de Zones spéciales de conservation (ZSC) et de Zones de protection spéciale (ZPS). Dans les zones de ce réseau, les États membres s'engagent à maintenir dans un état de conservation favorable les habitats et espèces concernés, par le biais de mesures réglementaires, administratives ou contractuelles.
La commune fait partie des landes, mares et bois acides du plateau de Sorrus Saint-Josse, prairies alluviales et bois tourbeux en aval de Montreuil, zone de type B, d'une superficie de 60 ha, altitude de 4 à 60 mètres.

#### Espèces faunistiques et floristiques
L’Inventaire national du patrimoine naturel (INPN) recense plusieurs espèces faunistiques et floristiques sur le territoire de la commune dont certaines sont protégées et d’autres menacées et quasi-menacées.

## Urbanisme

### Typologie
Au 1er janvier 2024, Montreuil-sur-Mer est catégorisée comme bourg rural, selon la nouvelle grille communale de densité à sept niveaux définie par l'Insee en 2022.
Elle appartient à l'unité urbaine de Montreuil-sur-Mer, une agglomération intra-départementale regroupant neuf  communes, dont elle est ville-centre,,. Par ailleurs la commune fait partie de l'aire d'attraction de Montreuil-sur-Mer, dont elle est la commune-centre,. Cette aire, qui comporte la seule commune de Montreuil-sur-Mer, est catégorisée dans les aires de moins de 50 000 habitants,.

### Occupation des sols

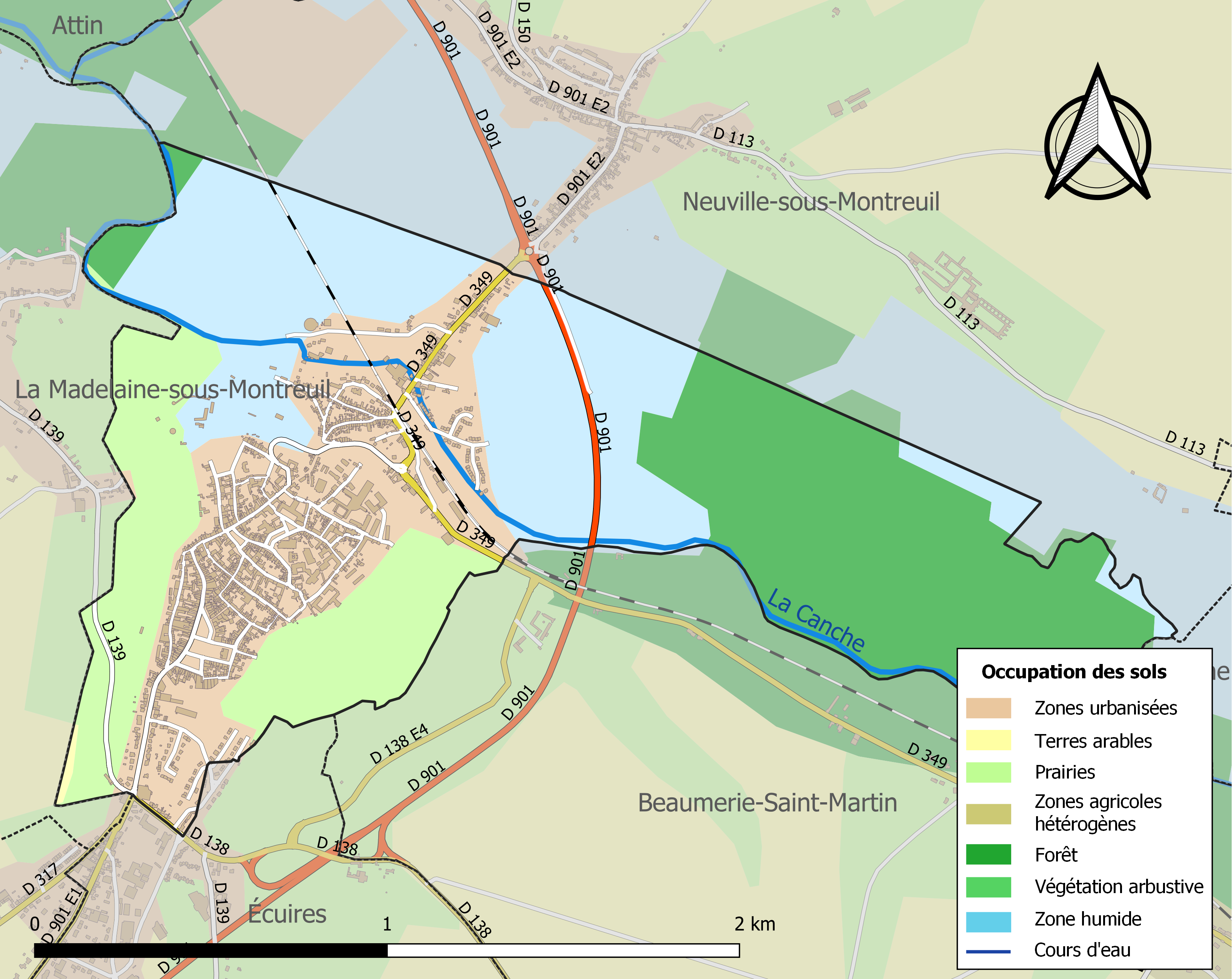
Carte de l'occupation des sols de la commune en 2018 (CLC).

L'occupation des sols de la commune, telle qu'elle ressort de la base de données européenne d’occupation biophysique des sols Corine Land Cover (CLC), est marquée par l'importance des zones humides (29,4 % en 2018), en augmentation par rapport à 1990 (14,3 %). La répartition détaillée en 2018 est la suivante : zones humides intérieures (29,4 %), forêts (28,3 %), zones urbanisées (25,9 %), prairies (16,3 %), terres arables (0,2 %).
L'IGN met par ailleurs à disposition un outil en ligne permettant de comparer l’évolution dans le temps de l’occupation des sols de la commune (ou de territoires à des échelles différentes). Plusieurs époques sont accessibles sous forme de cartes ou photos aériennes : la carte de Cassini (XVIIIe siècle), la carte d'état-major (1820-1866) et la période actuelle (1950 à aujourd'hui).

### Morphologie urbaine
La ville est constituée de deux parties : le centre ou ville haute avec l'accès au sud par le Pied-de-bœuf et la ville basse, située au nord et constituée du quartier proche de la gare et des marais. La commune ne comporte aucun hameau ou écart.
Un cadastre de la fin du XVIIIe siècle semble indiquer que la morphologie urbaine de Montreuil-sur-Mer n'a pas évolué depuis le milieu du XVIe siècle. La ville des Xe et XIe siècles semble s'être développée autour de deux sites religieux, les abbayes Sainte-Austreberthe et Saint-Walloy (aujourd'hui Saint-Saulve), et de deux sites castraux : la motte comtale et la motte royale. Au pied de la ville, au fond de l'estuaire de la Canche se trouvaient les activités portuaires. Le cœur religieux semble déjà protégé par des palissades de bois. À partir du XIIIe siècle, la ville s'agrandit considérablement vers le sud et l'est avec la grand'place et le quartier des Garennes. Montreuil-sur-Mer est alors à son apogée, le rempart enveloppant un espace urbain de plus de 63 hectares. La guerre de Cent Ans et la peste noire mettront un terme à cette extension démographique. En 1537, la ville est rasée par les armées de Charles Quint. François Ier la fait reconstruire en 1542 mais lui fait subir une rétraction défensive. Ville-basse incluse, l'espace urbain se réduit alors à 48 hectares.

### Logement
En 2021, le nombre total de logements dans la commune était de 1 323, alors qu'il était de 1 293 en 2015 et de 1 261 en 2010.
Parmi ces logements, 73,6 % étaient des résidences principales, 10,3 % des résidences secondaires et 16,1 % des logements vacants. Ces logements étaient pour 55,3 % d'entre eux des maisons individuelles et pour 44,6 % des appartements.
Le tableau ci-dessous présente la typologie des logements à Montreuil-sur-Mer en 2021 en comparaison avec celle du Pas-de-Calais et de la France entière. Une caractéristique marquante du parc de logements est ainsi une proportion de résidences secondaires et logements occasionnels (10,3 %) supérieure à celle du département (6,5 %) et à celle de la France entière (9,7 %) ainsi que d'une proportion de logements vacants (16,1 %) nettement supérieure à celle du département (7,3 %) et de la France entière (8,1 %).
| Typologie                                               | Montreuil-sur-Mer | Pas-de-Calais | France entière |
| ------------------------------------------------------- | ----------------- | ------------- | -------------- |
| Résidences principales (en %)                           | 73,6              | 86,1          | 82,2           |
| Résidences secondaires et logements occasionnels (en %) | 10,3              | 6,5           | 9,7            |
| Logements vacants (en %)                                | 16,1              | 7,3           | 8,1            |

### Risques naturels et technologiques

#### Risques naturels
Le risque sismique est « très faible » sur l'ensemble du territoire communal (zone 1 sur 5 du zonage mis en place en mai 2011), la majorité des communes du Pas-de-Calais étant en risque « faible » (zone 2 sur 5).
La commune n'est pas exposée à un risque important d'inondation mais est soumise à un plan de prévention du risque inondation et à un programme de prévention (PAPI). Elle n'est exposée à aucun mouvement de terrain, une seule cavité souterraine est recensée et le potentiel radon est faible. L'exposition au retrait-gonflement des sols argileux dans la commune est avéré.
À la suite d'inondations et coulées de boue qui se sont produites le 29 décembre 2012, la commune est reconnue en état de catastrophe naturelle par arrêté du 20 juin 2013.
En novembre 2023, à la suite du passage des tempêtes Ciarán, Domingos et Elisa, la ville basse est inondée et une partie des remparts s'effondre. Le 2 janvier 2024, une autre partie des remparts, attenante à celle déjà tombée mi-novembre, s'effondre à son tour.

#### Risques technologiques
La commune est à plus de 20 km d'une centrale nucléaire. Les centrales nucléaires françaises les plus proches, productrices de la grande majorité de l'électricité fournie à la commune, sont celles de Gravelines et Penly (chacune à environ 65 km au nord et au sud). La centrale nucléaire de Dungeness, au Royaume-Uni, est située à 75 km.

## Toponymie
La ville devrait son nom à un « petit monastère » (monasterolium). Le nom de la localité est attesté sous les formes Monasteriolum aux Xe et XIe siècles ; Monsteriolum en 1000 ; Mousterolum en 1067 ; Mosterol en 1113 ; Monsteruel en 1150 ; Monstroil en 1170 ; Mosterolum en 1177, Mustorolum, Monstrul ; Monasteriolum super mare au XIIe siècle ; Monstruel en 1203 ; Mustrolum en 1205 ; Monstriolum en 1213 ; Musterolium en 1214 ; Monsterolium, Musterolum supra mare en 1224 ; Musteriolum en 1248 ; Moustroylium, Mustroylium en 1256 ; Mosterolum en 1257 ; Mousterqel, Mosterel en 1257-1258 ; Monstruel, Mosterolium super mare en 1260 ; Monstroil en 1270 ; Mosteroil, Mosteroil en 1286 ; Monsterouel en 1289 ; Monsteroel-sur-le-mer en 1291 ; Montereuil-dessus-la-mer ; Mostruel, Monttereul au XIIIe siècle ; Monsteriolum supra mare en 1324 ; Monstruel en 1326 ; Monstereuil, Monstruel-sur-mer en 1329 ; Moustereuil en 1330 ; Monstreuil en 1331 ; Monstorel en 1340 ; Monsterceul en 1356 ; Moustrel-sur-le-mer en 1366 ; Monsterel en 1372 ; Monstreuel en 1373 ; Monstroeul en 1376 ; Moustreoel, Monsterrel en 1377 ; Monstereull, Monsterel-sur-la-mer, Monsterueil au XIVe siècle ; Monstroeuil en 1408 ; Monstroeul en 1424 ; Monstreeul en 1477 ; Monstreulx en 1479 ; Moustiere en 1507 ; Monstrolum en 1512 ; Montreuille en 1655 ; Monstreuille en 1670 ; Montreuil-sur-mer en 1789 ; Montagne-sur-mer en 1793 lors de la Révolution française ; Montreuil depuis 1793 et 1801 et Montreuil-sur-Mer à partir du 1er janvier 2023.

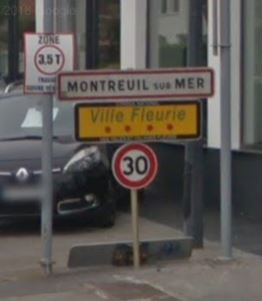
Un panneau à l'entrée de la commune.

La commune est nommée officiellement « Montreuil » de 1943 à 2023. Elle devient « Montreuil-sur-Mer » le 1er janvier 2023, conformément à diverses appellations attestées depuis la période médiévale. Rejeté par les services de l'État et par certains géographes à cause des 10 km qui séparent la commune de la mer, le « -sur-Mer » continuait d'être employé, en référence à l'histoire de la commune et pour la différencier de Montreuil dans le département de la Seine-Saint-Denis, elle-même appelée usuellement « Montreuil-sous-Bois ». Avant le rétablissement officiel du « -sur-Mer », ce nom était déjà très fréquemment utilisé par les administrations et services publics (panneaux routiers, documents et cachet de la mairie, de la sous-préfecture, du tribunal, de l’office de Tourisme, de la gare et des services de la Poste ...). À l'inverse, Montreuil-sur-Mer (en Vendée) est devenu Montreuil en 1945.
Le suffixe « -sur-Mer » est justifié par l'existence du port de Montreuil où accostaient les bateaux en remontant la Canche depuis la Manche. Montreuil-sur-Mer apparaît dans les sources en 898 sous la forme de Mosterio uel ingue ou Mosterio uel vigue interprété du latin médiéval sous la forme de « Montreuil-en-Vic » ou « le petit monastère sur le Vic ». Vic semble faire référence à l'agglomération portuaire carolingienne de Quentovic, autrefois située dans l'embouchure de la Canche. La mention supra mare ou super mare semble apparaître au XIIe siècle après la translation des activités portuaires à Montreuil. La terminaison supra mare apparait de temps en temps dans des chartes, documents, cartes des époques médiévales et modernes à l'image d'une charte de Louis VIII Actum apud Musterolum supra mare, c'est-à-dire littéralement « faite à Montreuil au-dessus de la mer »[réf. souhaitée]. Les comptes d'aides communaux de 1552 dénomment la ville Monstoeul sur la mer.

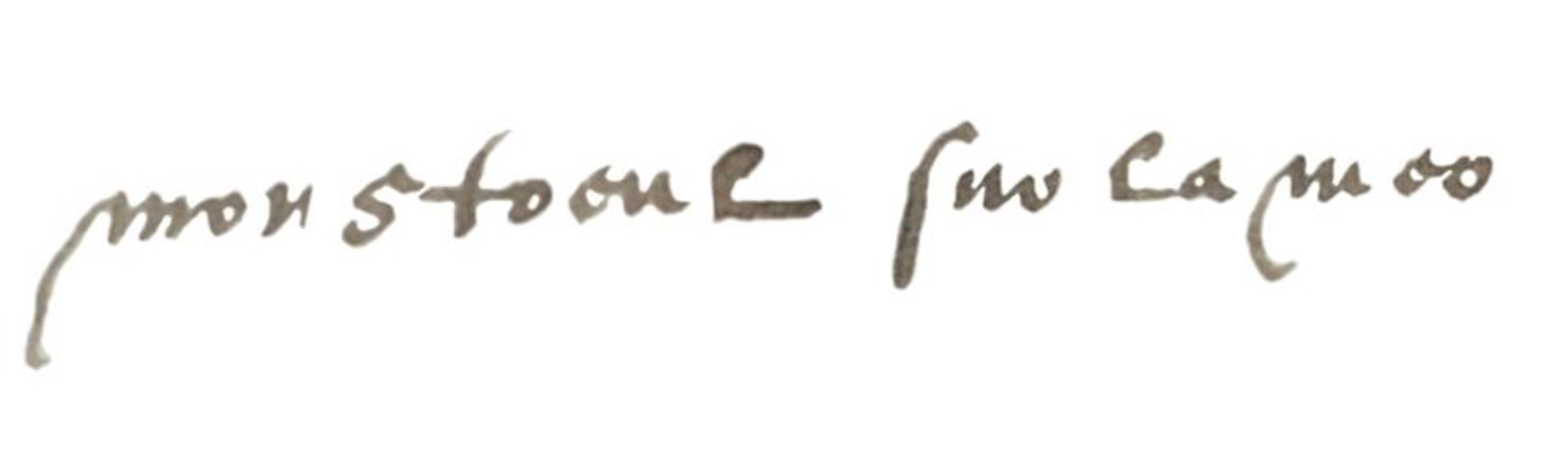
Monstoeul sur la mer, compte des aides de la ville, 1552.

La Révolution marque une courte rupture dans la dénomination de Montreuil-sur-Mer. En effet, la Convention nationale, sur une proposition municipale, décrète le 9 brumaire an II (30 octobre 1793) que la commune de « Montreuil-sur-Mer » porterait le nom de « Montagne-sur-Mer ». Le 5 février 1795 (17 pluviôse de l'an III), le nom de Montreuil-sur-Mer est rétabli par le conseil général de la commune qui prend en considération les « difficultés qui résultent de ce changement » et que « le changement de nom a été demandé par des intrigants et qu'il est intéressant pour la jouissance et pour l'histoire de reprendre les noms qui ont été quittés ». Si l'usage du « sur-Mer » semble peu fréquent aux époques antérieures, il se généralise à partir du XIXe siècle et est utilisé par Victor Hugo pour placer la première partie de son roman Les Misérables. Pourtant, cette terminaison ne sera pas retenue en 1943.
Le nom picard est Montreu.

## Histoire

### Moyen Âge
Montreuil est cité pour la première fois en 898 dans les Annales de Saint-Bertin et de Saint-Vaast.
Le château de Montreuil date du IXe siècle, il est alors la principale forteresse de la région. Sa construction est attribuée à Helgaud, comte de Boulogne mais il semble plutôt s'agir d'Helgaud comte de Montreuil. Commence alors la carrière militaire du site où se succèderont de nombreuses constructions au cours de six siècles de guerres médiévales.
Le site devrait son nom à monasterolium, un « petit monastère » ; or, peu après 913, les moines de Landévennec y trouvent refuge après la destruction de leur monastère par les Vikings et créent en 926 l'abbaye Saint-Walloy en l'honneur de saint Walloy, déformation locale du nom de saint Guénolé. Par la suite, la dédicace change, et l'établissement devient l'abbaye Saint-Saulve.
Le comte Helgaud semblait avoir déjà doté le site d'une enceinte et d'un château comtal. Le duc Guillaume Longue-Épée l'enlèvera au comte Arnoul de Flandres pour le restituer à son seigneur, Herluin. Guillaume fera l'éloge des Normands du Cotentin lors du siège. Dudon de Saint-Quentin raconte : « Le duc dit à ses soldats : venez promptement m'apporter les planches de la palissade du château de Montreuil et me conduisez prisonniers ses défenseurs qui nous résistent. Et ils enlevèrent d'assaut le château devant Guillaume et lui amenèrent les poteaux du mur en même temps que les prisonniers ».
En 980, Montreuil est rattaché aux possessions du duc Hugues Capet. Sept ans plus tard, celui-ci est élu roi des Francs et la ville est intégrée au domaine royal.
En 988, Hugues Capet fait de Montreuil le seul port de mer de son royaume, héritier du port de Quentovic[réf. incomplète].
En 1091, le roi Philippe Ier, lassé de son épouse Berthe de Hollande, la fait enfermer au château de Montreuil, qui fait partie de la dot reçue par Berthe (elle est la belle-fille du comte de Flandre Robert le Frison). Berthe sera répudiée en 1092, Philippe souhaitant épouser Bertrade de Montfort, et meurt à Montreuil en 1093.

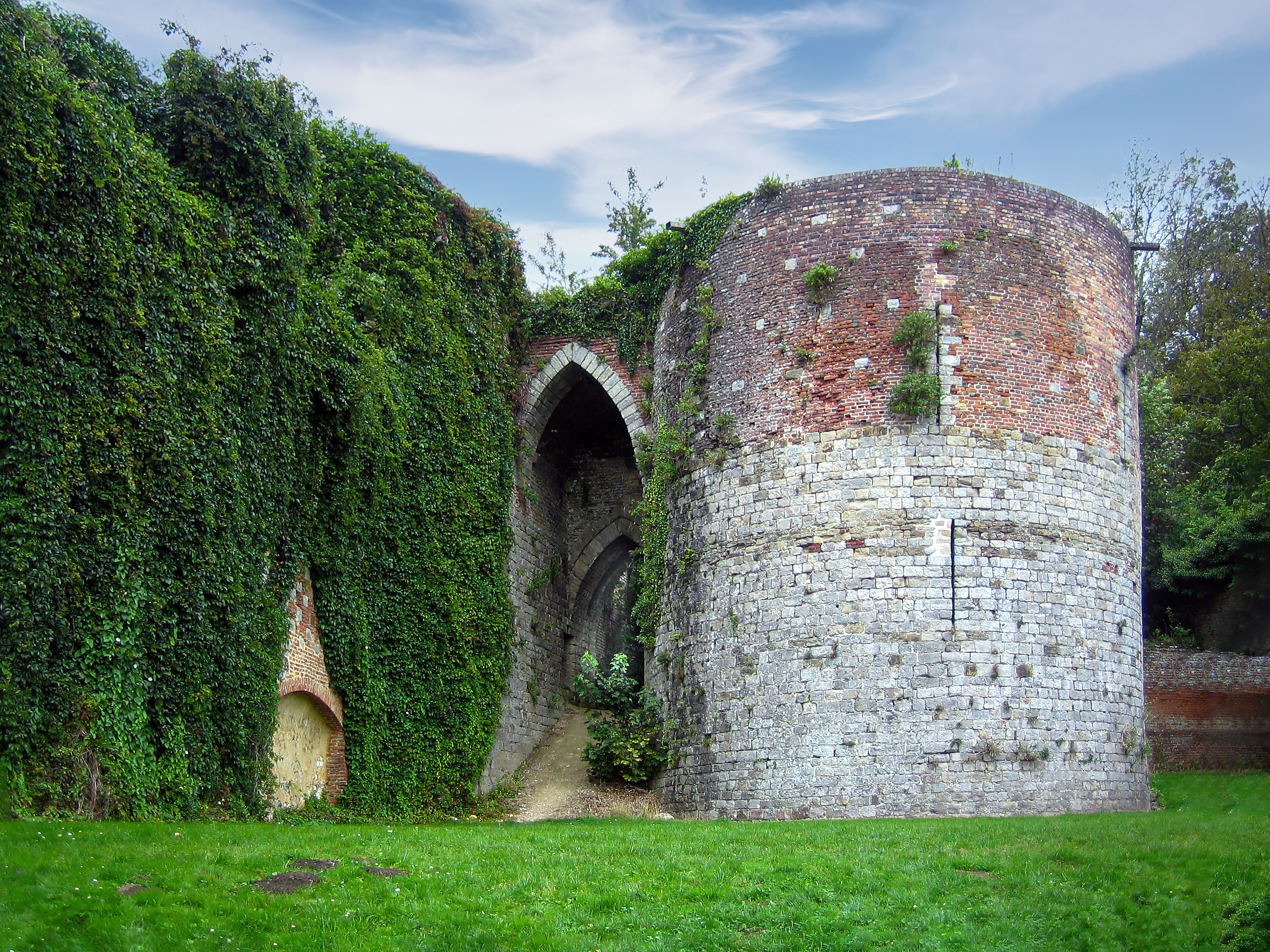
Deux tours du château royal élevé par Philippe Auguste.

En 1188, le roi Philippe Auguste accorde une charte communale puis au début du XIIIe siècle, afin de protéger cet accès maritime de premier plan, il fait édifier un puissant château royal dont il reste aujourd'hui des éléments significatifs.
Les nombreuses reliques, si pieusement vénérées au Moyen Âge et que détenaient ses nombreux lieux de cultes, attiraient les pèlerins et conféraient à la ville un caractère de sainteté. À l'époque, la ville comptait plus de 10 000 habitants, soit beaucoup plus que de nos jours.
La ville exportait alors ses draps dont la renommée rivalisait jusqu'en Italie avec ceux de Flandre ou d'Artois (on disait du montreuil comme on dit aujourd'hui du tulle).
En 1435, Montreuil passe dans les possessions des Bourguignons par le traité d'Arras.
En 1467, une catastrophe naturelle provoque l'effondrement d'au moins six édifices religieux. On ignore s'il s'agit d'un tremblement de terre ou d'un effondrement de couches souterraines.
À la fin du Moyen Âge, l'ensablement de la Canche entraîne le déclin de la ville. Le commerce maritime périclite, la ville se retranche sur elle-même.

### Temps modernes

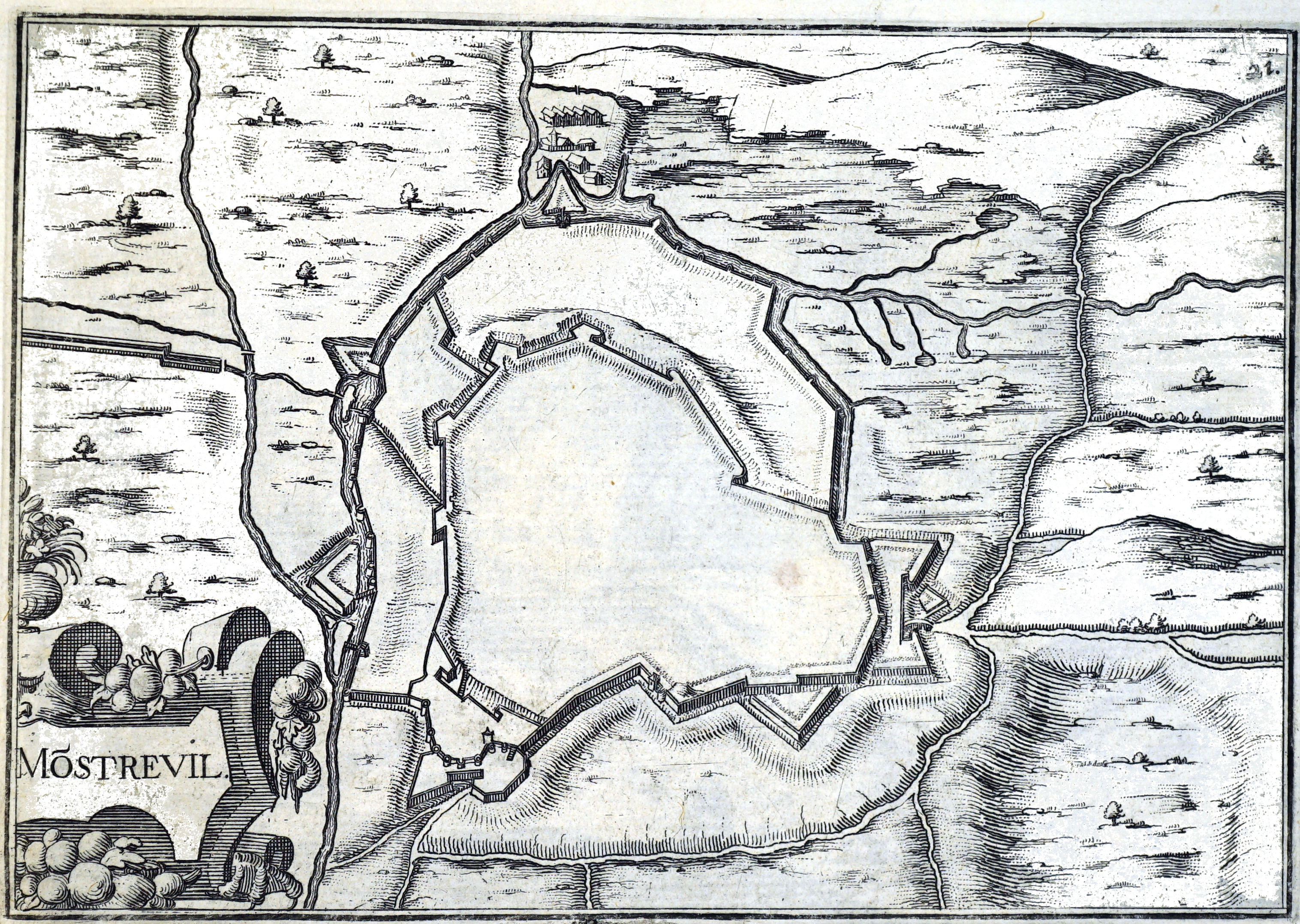
Vue de la citadelle, 1634, dessin de Christophe Tassin, bibliothèque Carnegie (Reims).

En juin 1537, les troupes de Charles Quint et d'Henri VIII mettent le siège au pied de Montreuil. Contrainte de se rendre, la ville est en grande partie détruite.
La peste noire frappe la ville en 1596.
En 1567, Charles IX ordonne l'édification d'une citadelle sur l'emplacement de l'ancien château du XIIIe siècle. Vers 1670, Vauban perfectionne l'ouvrage de ses prédécesseurs en remaniant la citadelle et en y ajoutant un magasin à poudre et un arsenal.
Au XVIIIe siècle, malgré l'ensablement de la Canche et le déclin du port, la prospérité de la ville lui permet de se parer de nombreux hôtels particuliers.

### Révolution française et Empire

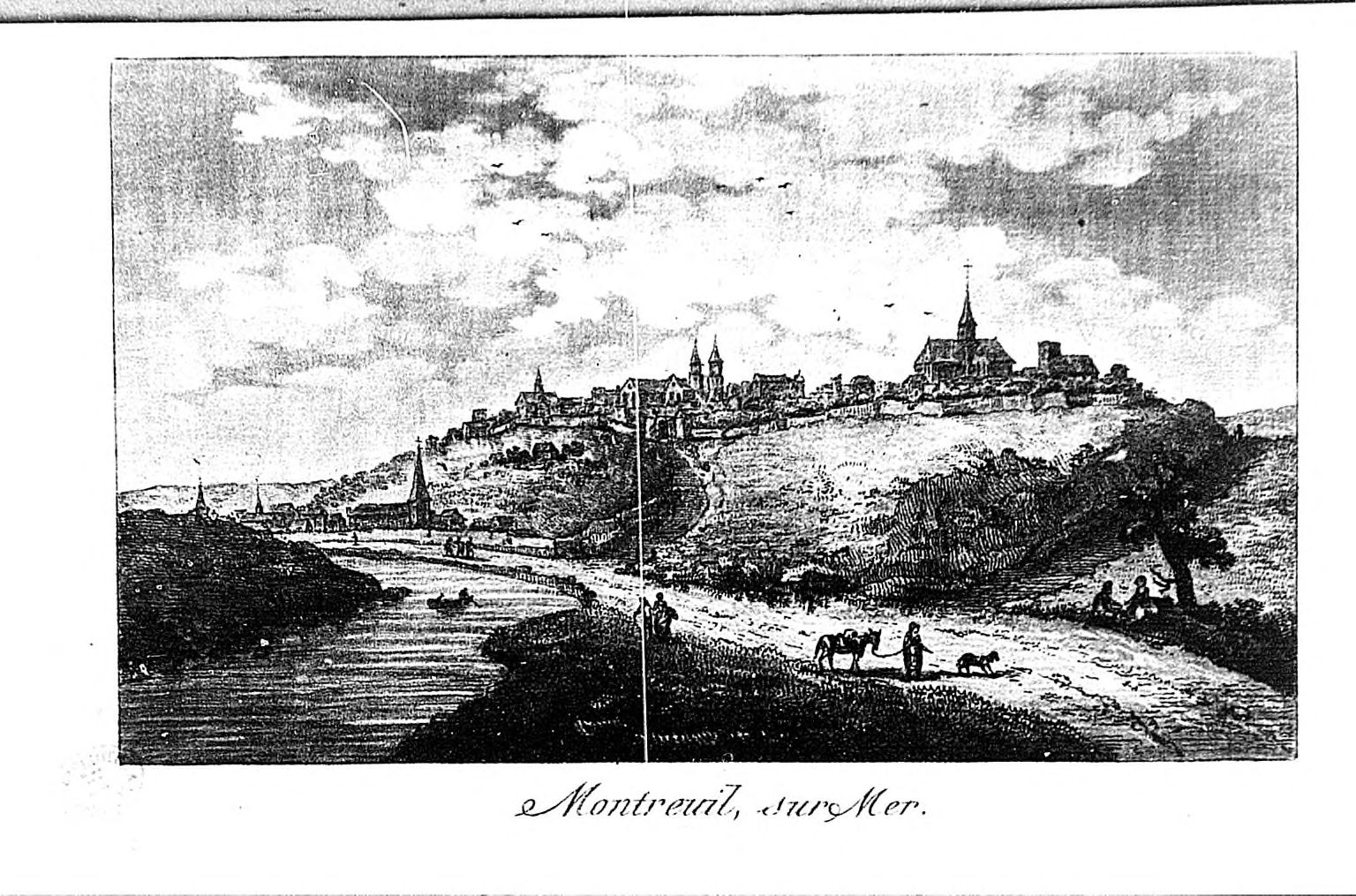
Montreuil en 1792, d'après Brion de la Tour.

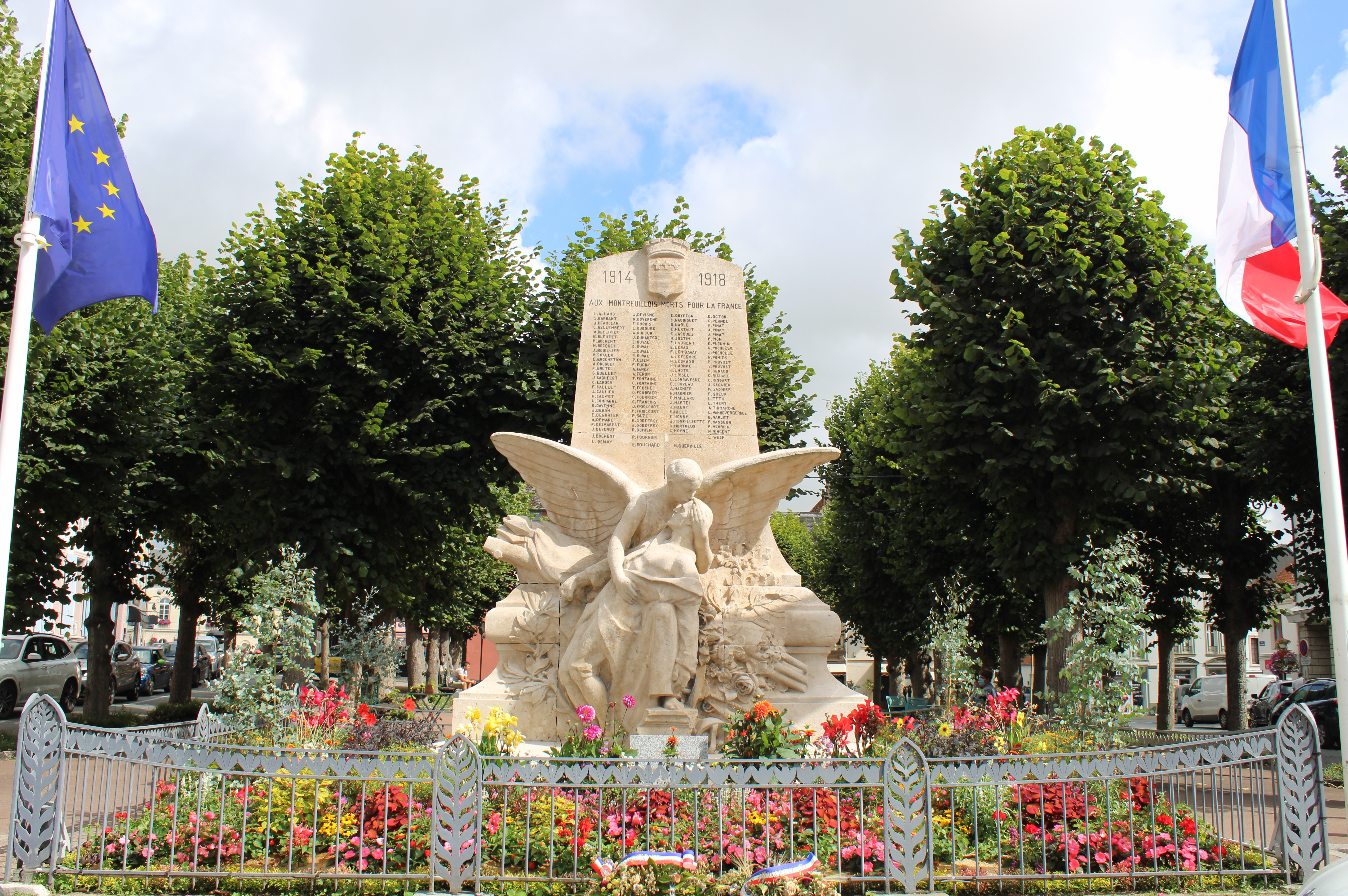
Le monument aux morts..

Le flanc gauche du camp de Boulogne, créé par Napoléon en 1803 pour préparer l'invasion de l'Angleterre, est basé entre Montreuil et Étaples. Commandé par le maréchal Michel Ney, il comprend la 1re  division (Dupont), la 2e  (Loison), la 3e  (Partouneaux puis Malher) et une brigade de cavalerie commandée par les colonels Colbert et Lebrun, en tout 20 500 hommes. Les soldats s'entraînent à terre et sur des péniches et installent leur cantonnement dans des baraques semi-enterrées. Le 1er septembre 1805, ils lèvent le camp pour partir pour la campagne d'Austerlitz.

### Époque contemporaine
Au XIXe siècle, une partie des bas-remparts est détruite afin de permettre le passage de la ligne de Saint-Pol-sur-Ternoise à Étaples, mise en service le 5 août 1878,.

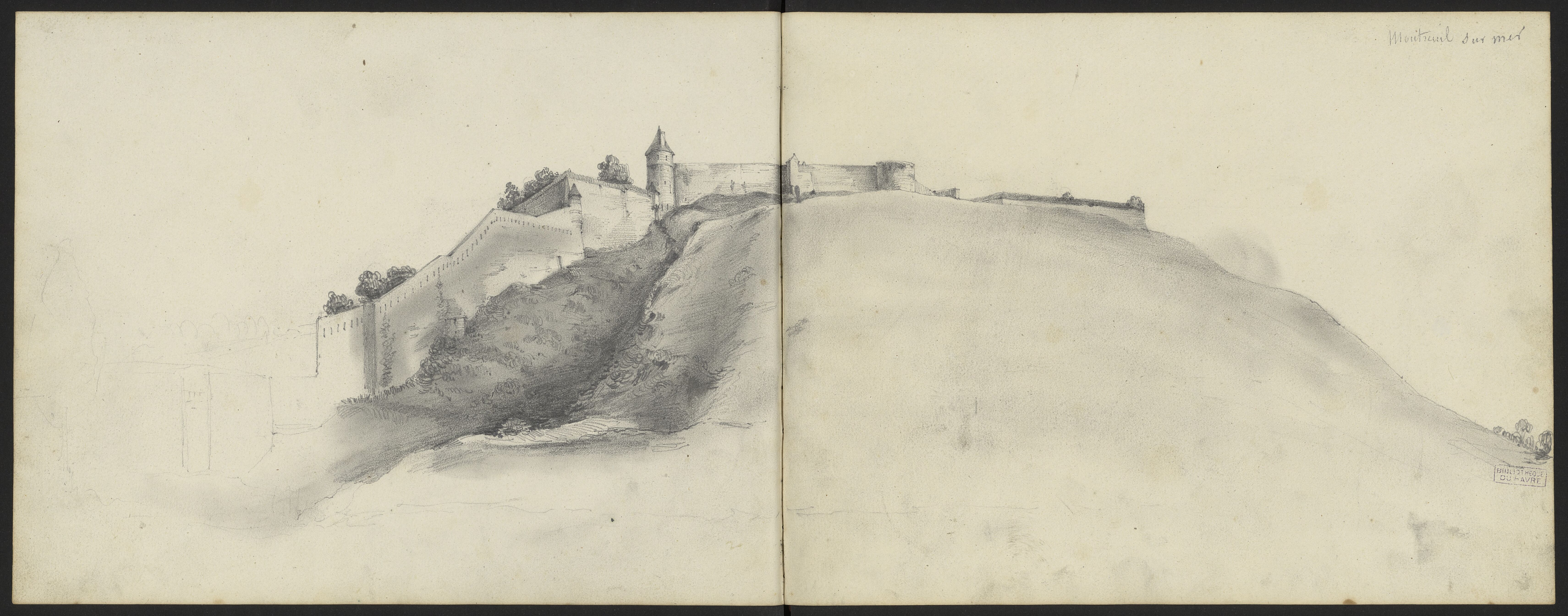
Émile Biette, Montreuil-sur-mer, 1830-1861. Dessin. Bibliothèque municipale du Havre. Carnet en ligne sur [https://nutrisco-patrimoine.lehavre.fr/ark:/12148/btv1b104800382/f69.item Nutrisco

Montreuil tombe alors pour plus d'un siècle dans une léthargie que seule devait troubler, pendant la Première Guerre mondiale, la présence dans ses murs du grand quartier général britannique sous le commandement du maréchal Douglas Haig.
En 1973, la baronne Mary Wooster, d'abord mariée au baron Eugène Fould-Springer (Famille Fould), puis à l'architecte Franck Wooster, lègue à la ville de Montreuil tous les biens qu'elle possède dans la commune, entre autres l'hôtel du Maréchal d'Acary-de-la-Rivière. Ce don couronne différentes actions au bénéfice de Montreuil à différentes occasions : participation au rachat par la commune de la citadelle en 1930, à la restauration de la citadelle en 1969 et 1970, à l'entretien des remparts en 1977. Elle est ainsi considérée comme une bienfaitrice de la cité qu'elle a découverte en 1919.

## Politique et administration

### Découpage territorial
La commune se trouve dans l'arrondissement de Montreuil du département du Pas-de-Calais et en est le chef-lieu.

#### Commune et intercommunalités
Montreuil-sur-Mer fait partie, depuis le 1er janvier 2017, de la communauté d'agglomération des Deux Baies en Montreuillois (CA2BM) dont le siège y est basé.

#### Circonscriptions administratives
La commune faisait partie du canton de Montreuil. Dans le cadre du redécoupage cantonal de 2014 en France, elle est rattachée au canton de Berck, qui est alors modifié, passant de 10 à 31 communes.

#### Circonscriptions électorales
Pour l'élection des députés, la commune fait partie, depuis 1986, de la quatrième circonscription du Pas-de-Calais.

### Élections municipales et communautaires
Le conseil municipal  de Montreuil-sur-Mer, commune de plus de 1 000 habitants, est élu au scrutin proportionnel de liste à deux tours (sans aucune modification possible de la liste), pour un mandat de six ans renouvelable. Compte tenu de la population communale, le nombre de sièges à pourvoir lors des élections municipales de 2020 est de 19. Les 15 conseillers municipaux, issus de la liste conduite par Pierre Ducrocq (DVD), sont élus au premier tour avec un taux de participation de 32,03 % et les 4 conseillers municipaux de la liste conduite par Bruno Béthouart (DVD) complètent le conseil municipal.
Dans les communes de 1 000 habitants et plus, les conseillers sont élus au suffrage direct à la fois pour un mandat de conseiller municipal et pour un mandat de conseiller communautaire. Les deux sièges attribués à la commune au sein de la CA2BM sont élus dès le premier tour et issus de la liste menée par Pierre Ducrocq (DVD).

#### Liste des maires
| Période       | Période                    | Identité        | Étiquette    | Qualité |
| ------------- | -------------------------- | --------------- | ------------ | --- |
| mai 1945      | 1962                       | Pierre Ledent   | DVD          | Docteur en pharmacie |
| octobre 1962  | mars 1965                  | Henri Flament   |              | Gérant de société |
| mars 1965     | novembre 1972              | Pierre Ledent   | DVD          | Docteur en pharmacie Décédé en fonction                                                                                                |
| décembre 1972 | mars 2008                  | Bernard Pion    | RPR puis UMP | Commerçant en produits agricoles Conseiller régional du Nord-Pas-de-Calais (1986 → 1992) Conseiller général de Montreuil (1992 → 2015) |
| mars 2008     | avril 2014                 | Bruno Béthouart | DVD          | Professeur des universités Président de la CC du Montreuillois (2008 → 2014)                                                           |
| avril 2014,   | mai 2020                   | Charles Barège  | UDI          | Médecin Président de la CC du Montreuillois (2014 → 2016)                                                                              |
| mai 2020      | En cours (au 30 mars 2022) | Pierre Ducrocq  | DVD          | Chef d'entreprise, 6e vice-président de la CA des Deux Baies en Montreuillois                                                          |

### Jumelages
La commune est jumelée avec :
| Ville | Ville     | Pays | Pays        | Période     |
| ----- | --------- | ---- | ----------- | ----------- |
|       | Rheinberg |      | Allemagne   | depuis 1986 |
|       | Slough    |      | Royaume-Uni | depuis 1988 |

## Équipements et services publics

### Voies de communication et transports

#### Voies de communication
L'autoroute A16, reliant Paris à Dunkerque, passe à proximité de la commune, la desservant par le biais de la sortie no 25 (située à 9 km) en venant du sud, et no 26, (située à 11 km) en venant du nord.
Le territoire de la commune est également sur le trajet de plusieurs routes départementales, dont la RD 901, qui relie Boulogne-sur-Mer à Abbeville.

#### Transport ferroviaire
La gare de Montreuil-sur-Mer, située sur la ligne de Saint-Pol-sur-Ternoise à Étaples, est desservie par des TER Nord-Pas-de-Calais entre les gares de Boulogne-Ville et Saint-Pol-sur-Ternoise, Arras ou Lille-Flandres. La Gare d'Étaples - Le Touquet, située à 10 km de Montreuil-sur-Mer, est desservie par des TGV et TERGV en direction de Lille-Europe et Paris-Nord.
La commune était située sur la ligne de chemin de fer Aire-sur-la-Lys - Berck-Plage, une ancienne ligne de chemin de fer qui reliait dans le département du Pas de Calais, entre 1893 et 1955, Aire-sur-la-Lys à Berck.

#### Transport aérien
La commune est située à 17 km à l'est de l'aéroport du Touquet-Côte d'Opale.

#### Transports en commun
La commune est desservie par la ligne 2 du réseau de transport de la communauté d'agglomération des Deux Baies en Montreuillois (CA2BM).
Elle est également desservie par deux lignes du réseau interurbain Oscar :
- la ligne 431, d'Hucqueliers à Montreuil-sur-Mer
- la ligne 432, d'Hesdin à Montreuil-sur-Mer[72].

### Eau et déchets

#### Prélèvements en eau et usages
En 2018, la commune n'a prélevé aucune eau sur son territoire.

#### Services en production et distribution d'eau potable, assainissement collectif, assainissement non collectif
La Communauté d'agglomération des Deux Baies en Montreuillois (CA2BM) est compétente en matière de gestion, production et distribution de l'eau potable de la commune en gestion déléguée. Elle gère également l'assainissement collectif en gestion déléguée et l'assainissement non collectif géré en régie.

#### Tarifs de l'eau
Au 1er janvier 2020 les tarifs sont les suivants :
- eau potable, pour une facture de 120 m3, le m3 est facturé 1,98 € ;
- assainissement collectif, pour une facture de 120 m3, le m3 est facturé 3,43 €.
- Assainissement non-collectif, pour un diagnostic de bon fonctionnement et d'entretien, le montant facturé est de 100 €[74].

#### Gestion des déchets
La gestion des déchets est organisée par la CA2BM.
La commune est à proximité de la déchèterie de Beaumerie-Saint-Martin (3 km).

### Espaces publics
La commune de Montreuil-sur-Mer fait partie des 100 plus beaux détours de France. La ville est labellisée par la Fédération française des stations vertes de vacances et des villages de neige comme Station verte.
Le 2 février 2021, la commune est reconnue par arrêté préfectoral station touristique. En 2016, la commune est retenue pour représenter la région Hauts-de-France dans l'émission Le Village préféré des Français diffusé sur France 2 et arrive en deuxième position, derrière Rochefort-en-Terre en Bretagne.
Montreuil-sur-Mer bénéficie du label « ville fleurie » avec quatre fleurs attribuées depuis 2007 par le Conseil national des villes et villages fleuris de France au concours des villes et villages fleuris. La ville est également la seule Station verte labellisée du département du Pas-de-Calais.
L'office de tourisme intercommunal du Montreuillois en Côte d'Opale assure la promotion touristique de la ville.

### Enseignement
La commune de Montreuil-sur-Mer est située dans l'académie de Lille.
Sur la commune, on trouve trois établissements :
- deux établissements publics :
  - le collège du Bras d'Or, 160 rue du Bras-d'Or,
  - le lycée polyvalent Eugène-Woillez, 1 rue Porte-Becquerelle.
- Un établissement privé : 
  - le collège Sainte-Austreberthe, 22 rue de la Licorne[82].

### Postes et télécommunications
La commune dispose d'un bureau de poste situé 11, place Gambetta.

### Santé
Les Montreuillois bénéficient des services du centre hospitalier de l'arrondissement de Montreuil (CHAM), situé à Rang-du-Fliers, à 10 km. Cet établissement né en 1980 s'est agrandi depuis, particulièrement en septembre 2009. Il s'est étendu et offre aujourd'hui plus de neuf cent lits et places.

### Justice, sécurité, secours et défense

#### Justice
La commune relève du tribunal de proximité de Montreuil-sur-Mer, du tribunal judiciaire de Boulogne-sur-Mer, de la cour d'appel d'Amiens et de Douai, du tribunal pour enfants de Boulogne-sur-Mer, du conseil de prud'hommes de Boulogne-sur-Mer, du tribunal de commerce de Boulogne-sur-Mer et du tribunal paritaire des baux ruraux de Boulogne-sur-Mer, Calais et Montreuil.

#### Sécurité
La commune est sous la compétence territoriale de la brigade de gendarmerie située au no 567 rue de Paris à Écuires. Elle dispose également, d'une police municipale, dont les bureaux sont situés au no 14, place Gambetta,.

#### Secours
La commune est sous la responsabilité du centre d'incendie et de secours (CIS) de Montreuil-sur-Mer, situé au no 130, Chaussée-Marcadée.

## Population et société

### Démographie
Les habitants de la commune sont appelés les Montreuillois'.			

#### Évolution démographique
L'évolution du nombre d'habitants est connue à travers les recensements de la population effectués dans la commune depuis 1793. Pour les communes de moins de 10 000 habitants, une enquête de recensement portant sur toute la population est réalisée tous les cinq ans, les populations de référence des années intermédiaires étant quant à elles estimées par interpolation ou extrapolation. Pour la commune, le premier recensement exhaustif entrant dans le cadre du nouveau dispositif a été réalisé en 2008.

En 2022, la commune comptait 1 902 habitants, en évolution de −8,34 % par rapport à 2016 (Pas-de-Calais : −0,72 %, France hors Mayotte : +2,11 %).
| 1793  | 1800  | 1806  | 1821  | 1831  | 1836  | 1841  | 1846  | 1851  |
| ----- | ----- | ----- | ----- | ----- | ----- | ----- | ----- | ----- |
| 3 216 | 3 529 | 3 853 | 4 144 | 4 083 | 3 867 | 4 215 | 3 953 | 3 939 |

| 1856  | 1861  | 1866  | 1872  | 1876  | 1881  | 1886  | 1891  | 1896  |
| ----- | ----- | ----- | ----- | ----- | ----- | ----- | ----- | ----- |
| 3 578 | 3 686 | 3 655 | 3 649 | 3 473 | 3 352 | 3 297 | 3 603 | 3 567 |

| 1901  | 1906  | 1911  | 1921  | 1926  | 1931  | 1936  | 1946  | 1954  |
| ----- | ----- | ----- | ----- | ----- | ----- | ----- | ----- | ----- |
| 3 564 | 3 535 | 3 404 | 3 182 | 2 823 | 2 847 | 3 037 | 2 728 | 3 253 |

| 1962  | 1968  | 1975  | 1982  | 1990  | 1999  | 2006  | 2008  | 2013  |
| ----- | ----- | ----- | ----- | ----- | ----- | ----- | ----- | ----- |
| 2 920 | 2 944 | 2 840 | 2 753 | 2 450 | 2 428 | 2 331 | 2 300 | 2 148 |

| 2018  | 2022  | - | - | - | - | - | - | - |
| ----- | ----- | - | - | - | - | - | - | - |
| 1 952 | 1 902 | - | - | - | - | - | - | - |

Avec 1 902 habitants, Montreuil occupe seulement le 145e rang des communes du département du Pas-de-Calais, ce qui constitue le record pour une sous-préfecture en France.

#### Pyramide des âges
La population de la commune est relativement âgée. En 2018, le taux de personnes d'un âge supérieur à 60 ans (37,6 %) est en effet supérieur au taux national (26,1 %) et au taux départemental (24,9 %).
À l'instar des répartitions nationale et départementale, la population féminine de la commune est supérieure à la population masculine. Le taux (55,1 %) est même supérieur au taux départemental (51,5%) et au taux national (51,6 %),.
La répartition de la population de la commune par tranches d'âge est, en 2018, la suivante :
- 44,9 % d’hommes (0 à 14 ans = 15,4 %, 15 à 29 ans = 17,2 %, 30 à 44 ans = 18,7 %, 45 à 59 ans = 16,4 %, plus de 60 ans = 32,2 %) ;
- 55,1 % de femmes (0 à 14 ans = 13 %, 15 à 29 ans = 13,9 %, 30 à 44 ans = 15,1 %, 45 à 59 ans = 16 %, plus de 60 ans = 42 %).

| Hommes | Classe d’âge | Femmes |
| ------ | ------------ | ------ |
| 1,9    | 90 ans ou +  | 5,6    |
| 8,8    | 75 à 89 ans  | 15,2   |
| 21,5   | 60 à 74 ans  | 21,2   |
| 16,4   | 45 à 59 ans  | 16     |
| 18,7   | 30 à 44 ans  | 15,1   |
| 17,2   | 15 à 29 ans  | 13,9   |
| 15,4   | 0 à 14 ans   | 13     |

| Hommes | Classe d’âge | Femmes |
| ------ | ------------ | ------ |
| 0,5    | 90 ans ou +  | 1,5    |
| 5,4    | 75 à 89 ans  | 8,9    |
| 15,9   | 60 à 74 ans  | 17,3   |
| 20,2   | 45 à 59 ans  | 19,4   |
| 19,1   | 30 à 44 ans  | 18,2   |
| 18,6   | 15 à 29 ans  | 16,3   |
| 20,3   | 0 à 14 ans   | 18,3   |

### Manifestations culturelles et festivités
La commune, pendant juillet et août, propose une grande diversité de manifestations et de festivités, comme des visites guidées, des concerts, des expositions, des festivals et les déambulations des Misérables, en référence à l'ouvrage Les Misérables de Victor Hugo dont une partie se déroule à Montreuil-sur-Mer.
Depuis 1996, l’office de tourisme de Montreuil-sur-Mer et ses Vallées fait découvrir la plus célèbre œuvre de Victor Hugo à travers son spectacle son et lumière « Les Misérables à Montreuil-sur-Mer ». Ce spectacle, d'une durée d'1 h 40 qui se déroule à la citadelle de Montreuil-sur-Mer, attire 10 000 spectateurs au travers de ses huit représentations données par 300 bénévoles. Les spectacles de 2020 et 2021 sont annulés en raison de la pandémie de Covid-19,.

### Sports et loisirs

#### Sentiers de randonnée
La commune est traversée par le sentier de grande randonnée 121 (GR 121) qui relie Wavre, en région wallonne (Belgique) à Boulogne-sur-Mer, dans le département du Pas-de-Calais (France),.
Par ailleurs, il existe de nombreuses randonnées balisées dans et autour de Montreuil-sur-Mer.

#### Autres loisirs
La commune de Montreuil-sur-Mer est voisine du parc d'attractions Bagatelle (13 km), plus vieux parc français, qui existe depuis 1955 et qui s'étend sur 26 hectares, parc situé sur la commune de Rang-du-Fliers.

### Vie associative
La commune dispose de nombreuses associations, sportives, culturelles et autres.

### Cultes
La commune dispose de deux lieux de culte, l'église Saint-Josse-au-Val, 1 rue des Préaux et l'église Saint-Saulve, 16 place Gambetta.
Le territoire de la commune est rattaché à la paroisse de « Saint Josse en montreuillois » au sein du doyenné de Berck-Montreuil, dépendant du diocèse d'Arras. Ce doyenné couvre 68 communes.

### Médias
Le quotidien régional La Voix du Nord publie une édition locale pour le Montreuillois.
La commune est couverte par les programmes de France 3 Nord-Pas-de-Calais. Jusqu'en 2014, on pouvait également recevoir les programmes d'Opal'TV. Actuellement, la commune est également couverte par BFM Grand Littoral.

## Économie

### Revenus de la population et fiscalité
En 2021, la commune compte 1 035 ménages fiscaux, regroupant 1 936 personnes.
Le revenu fiscal médian par ménage, le taux de pauvreté des ménages et la part des ménages fiscaux imposés de la commune, du département du Pas-de-Calais et de la métropole sont les suivants :
- le revenu fiscal médian par ménage de la commune est de 21 070 €, supérieur à celui du département du Pas-de-Calais (20 720 €) et inférieur à celui de la France métropolitaine (23 080 €)[Insee 10],[Insee 11],[Insee 12] ;
- le taux de pauvreté des ménages de la commune est de 19 %, de 18,4 % au niveau du département et de 14,9 % au niveau de la métropole[Insee 13],[Insee 14],[Insee 15] ;
- la part des ménages fiscaux imposés dans la commune est de 44 %, de 44,1 % au niveau du département et de 53,4 % au niveau de la métropole[Insee 10],[Insee 11],[Insee 12].

### Emploi
|                       | 2010   | 2015   | 2021   |
| --------------------- | ------ | ------ | ------ |
| Commune               | 10,8 % | 16,0 % | 15,2 % |
| Département           | 15,4 % | 17,7 % | 14,7 % |
| France métropolitaine | 11,6 % | 13,7 % | 11,7 % |

En 2021, la population âgée de 15 à 64 ans s'élève à 1 070 personnes, parmi lesquelles on compte 71,8 % d'actifs (60,9 % ayant un emploi et 10,9 % de chômeurs) et 28,2 % d'inactifs,. En 2021, le taux de chômage communal (au sens du recensement) des 15-64 ans est supérieur à celui du département et supérieur à celui de la France métropolitaine.
La commune est la commune-centre de l'aire d'attraction de Montreuil-sur-Mer,. Elle compte 1 752 emplois en 2021, contre 1 555 en 2015 et 1 737 en 2010. Le nombre d'actifs ayant un emploi résidant dans la commune est de 665, soit un indicateur de concentration d'emploi de 263,3 et un taux d'activité parmi les 15 ans ou plus de 47,5 %.
Sur ces 665 actifs de 15 ans ou plus ayant un emploi, 241 travaillent dans la commune, soit 36 % des habitants. Pour se rendre au travail, 69,4 % des habitants utilisent une voiture, un camion ou une fourgonnette, 3,3 % les transports en commun, 20,9 % s'y rendent en deux-roues, à vélo ou à pied et 6,3 % n'ont pas besoin de transport (travail au domicile).

### Entreprises et commerces

#### Activités hors agriculture
317 établissements marchands non agricoles sont économiquement actifs en 2021 à Montreuil-sur-Mer,,.
| Secteur d'activité                                                                                        | Commune | Commune | Département |
| Secteur d'activité                                                                                        | Nombre  | %       | %           |
| --- | ------- | ------- | ----------- |
| Ensemble                                                                                                  | 317     | 100 %   | (100 %)     |
| Industrie manufacturière, industries extractives et autres                                                | 12      | 3,8 %   | (6,6 %)     |
| Construction                                                                                              | 6       | 1,9 %   | (10,5 %)    |
| Commerce de gros et de détail, transports, hébergement et restauration                                    | 108     | 34,1 %  | (30,5 %)    |
| Information et communication                                                                              | 6       | 1,9 %   | (1,8 %)     |
| Activités financières et d'assurance                                                                      | 24      | 7,6 %   | (4,8 %)     |
| Activités immobilières                                                                                    | 20      | 6,3 %   | (5,0 %)     |
| Activités spécialisées, scientifiques et techniques et activités de services administratifs et de soutien | 40      | 12,6 %  | (13,8 %)    |
| Administration publique, enseignement, santé humaine et action sociale                                    | 79      | 24,9 %  | (16,8 %)    |
| Autres activités de services                                                                              | 22      | 6,9 %   | (10,0 %)    |

Un marché de plein-air se déroule tous les samedis, de 9 h à 13 h, sur la Grand-Place.

#### Agriculture
La commune est dans le « pays de Montreuil », une petite région agricole dans le département du Pas-de-Calais. En 2020, l'orientation technico-économique de l'agriculture  sur la commune est la culture de légumes ou champignons.
|               | 1988 | 2000 | 2010 | 2020 |
| ------------- | ---- | ---- | ---- | ---- |
| Exploitations | 3    | 1    | 2    | 1    |
| SAU (ha)      | 10   | 136  | 160  | 3    |

Le nombre d'exploitations agricoles en activité et ayant leur siège dans la commune est très faible, 3 lors du recensement agricole de 1988  , 1 en 2000, 2 en 2010 et 1 en 2020, soit une baisse de 67 %. La surface agricole utilisée sur la commune a également diminué, passant de 10 ha en 1988 à 3 ha en 2020. Parallèlement la surface agricole utilisée moyenne reste stable à 3 ha,.

### Tourisme

#### Hôtellerie, camping et autres hébergements collectifs
Au 1er janvier 2025, la commune dispose de sept hôtels pour une capacité totale de 158 chambres, d'un camping totalisant 70 emplacements et de deux autres types d'hébergements collectifs totalisant 59 places de lit.

## Culture locale et patrimoine

### Lieux et monuments

#### Monuments historiques
La commune de Montreuil est riche de 16 monuments ayant fait l'objet d'une inscription ou d'un classement au titre des monuments historiques :
- l'ancien hôtel de Longvilliers ;
- l'ancien hôtel du Maréchal d'Acary-de-la-Rivière ;
- l'hôtel Loysel Le Gaucher ;
- les caves médiévales ;
- la citadelle ;
- l'église Sainte-Austreberte ;
- l'église Saint-Saulve ;
- l'église Saint-Wulphy ;
- l'hôtel de France ;
- l'Hôtel-Dieu ;
- la maison à pans de bois ;
- les maisons adossées aux anciens remparts ;
- la monument au maréchal Douglas Haig ;
- le monument aux morts de la guerre de 1870[107] ;
- le monument aux morts de la Première Guerre Mondiale[107] ;
- l'orphelinat.

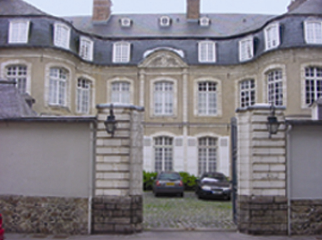
L'ancien hôtel de Longvilliers.
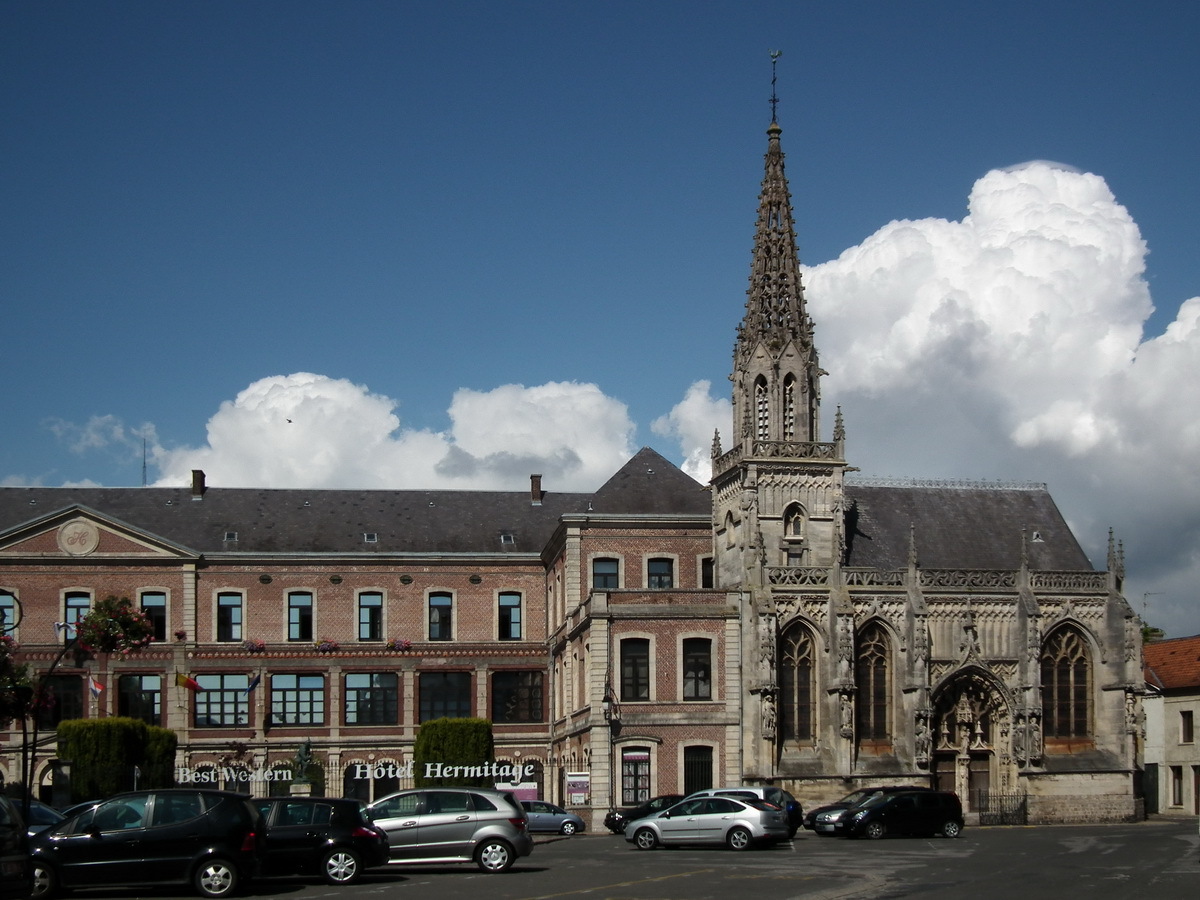
La chapelle de l'Hôtel-Dieu.
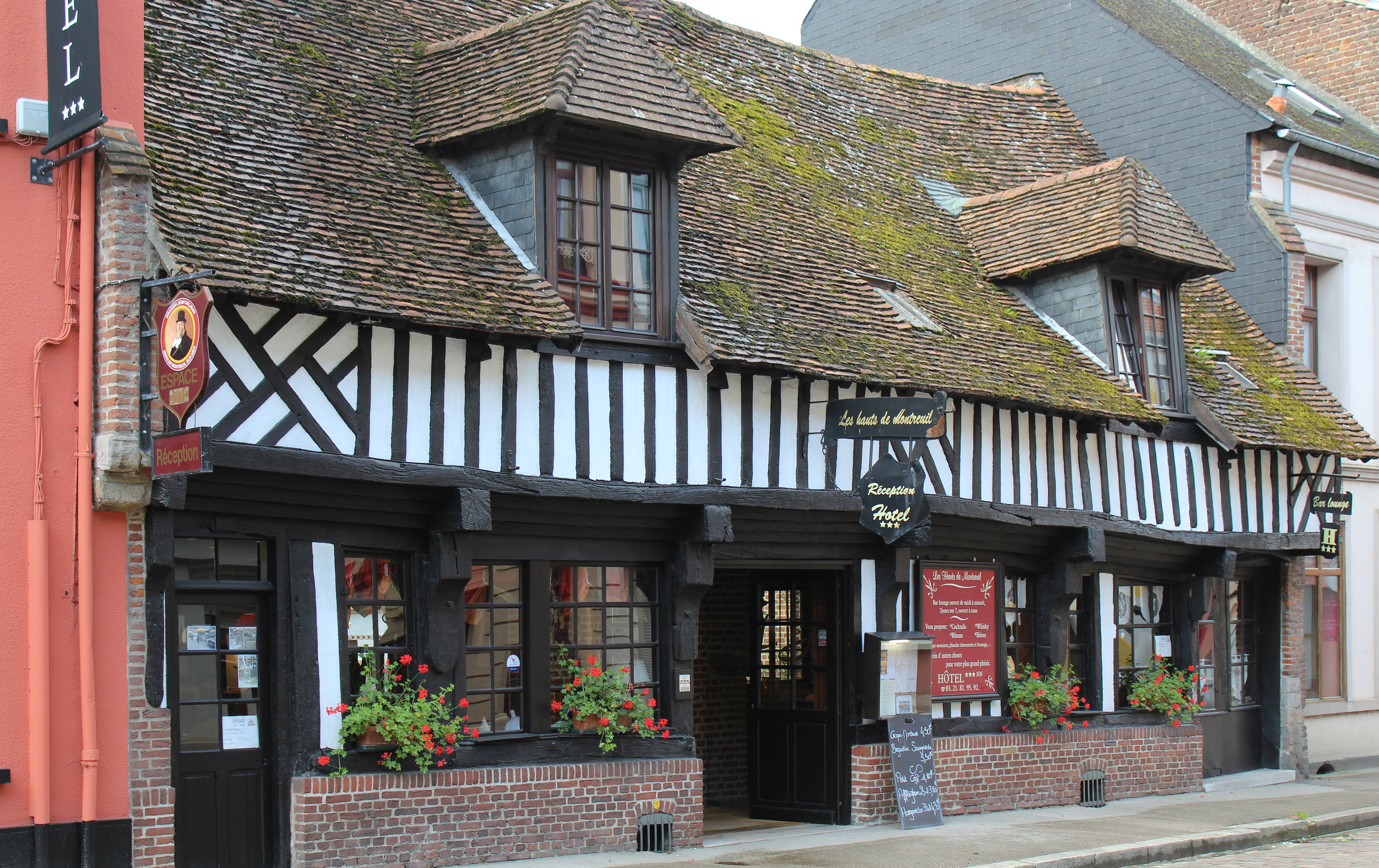
La maison à pans de bois.
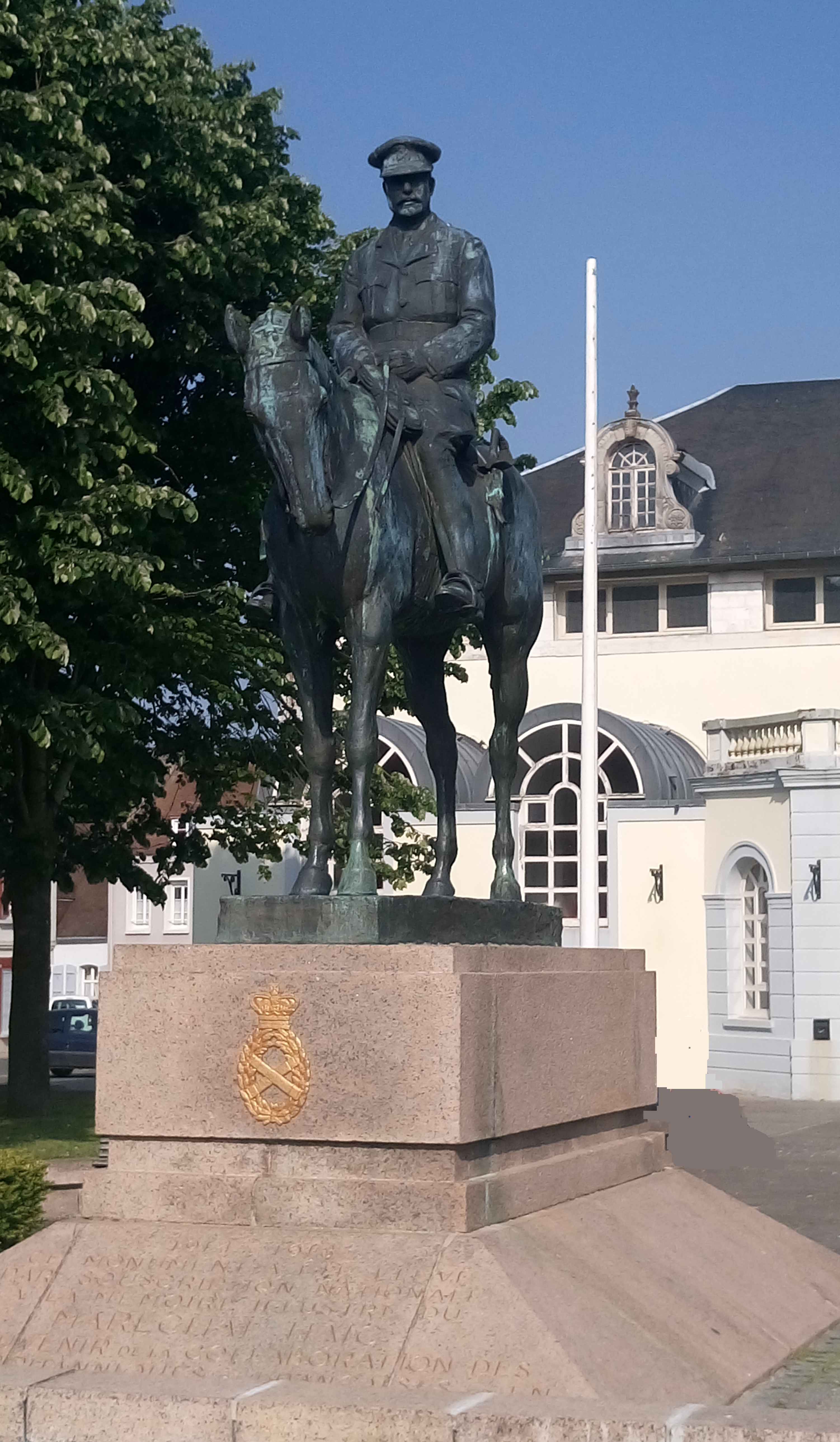
Le monument au maréchal Douglas Haig.
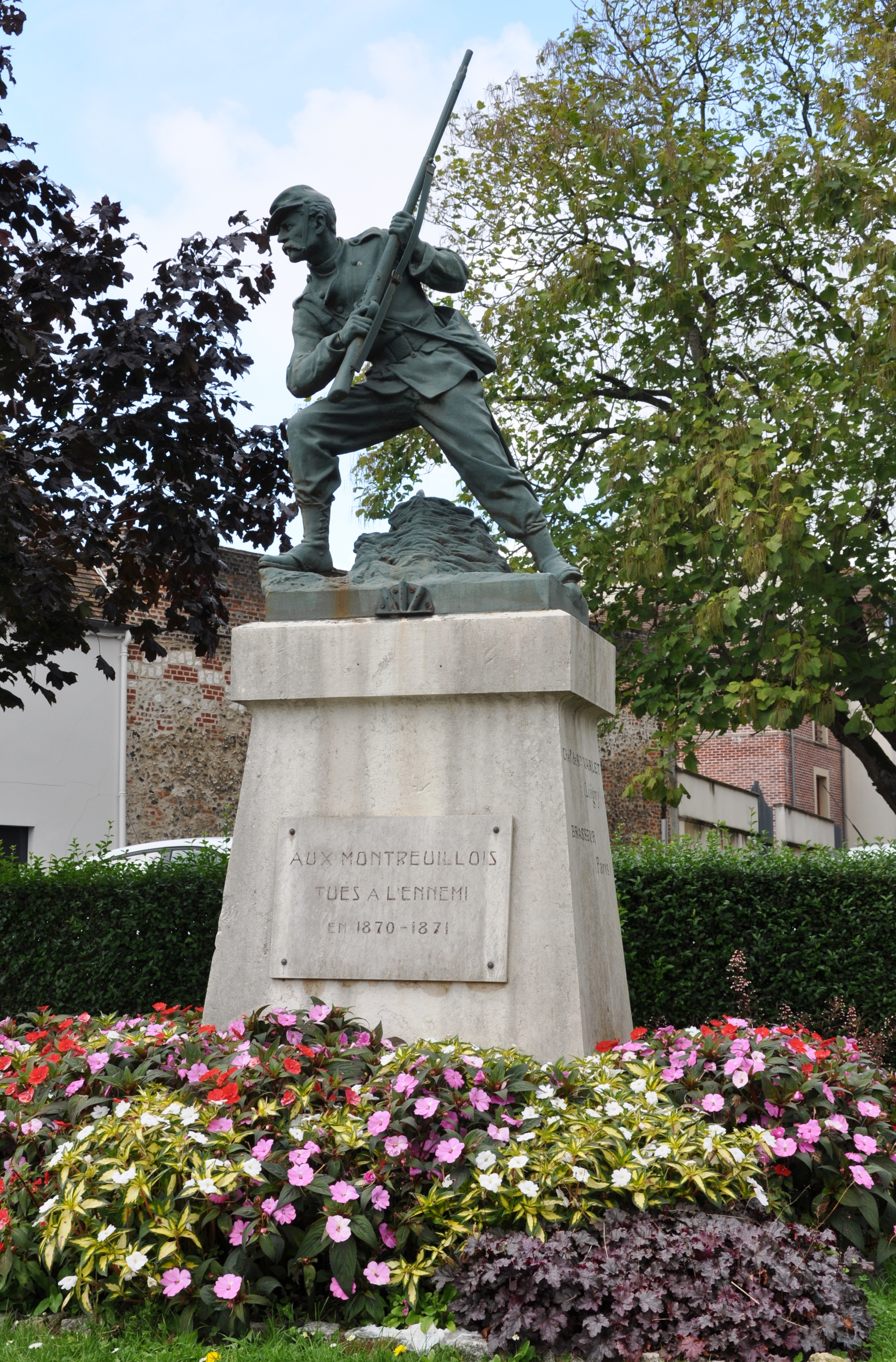
Le monument aux morts de la guerre de 1870.
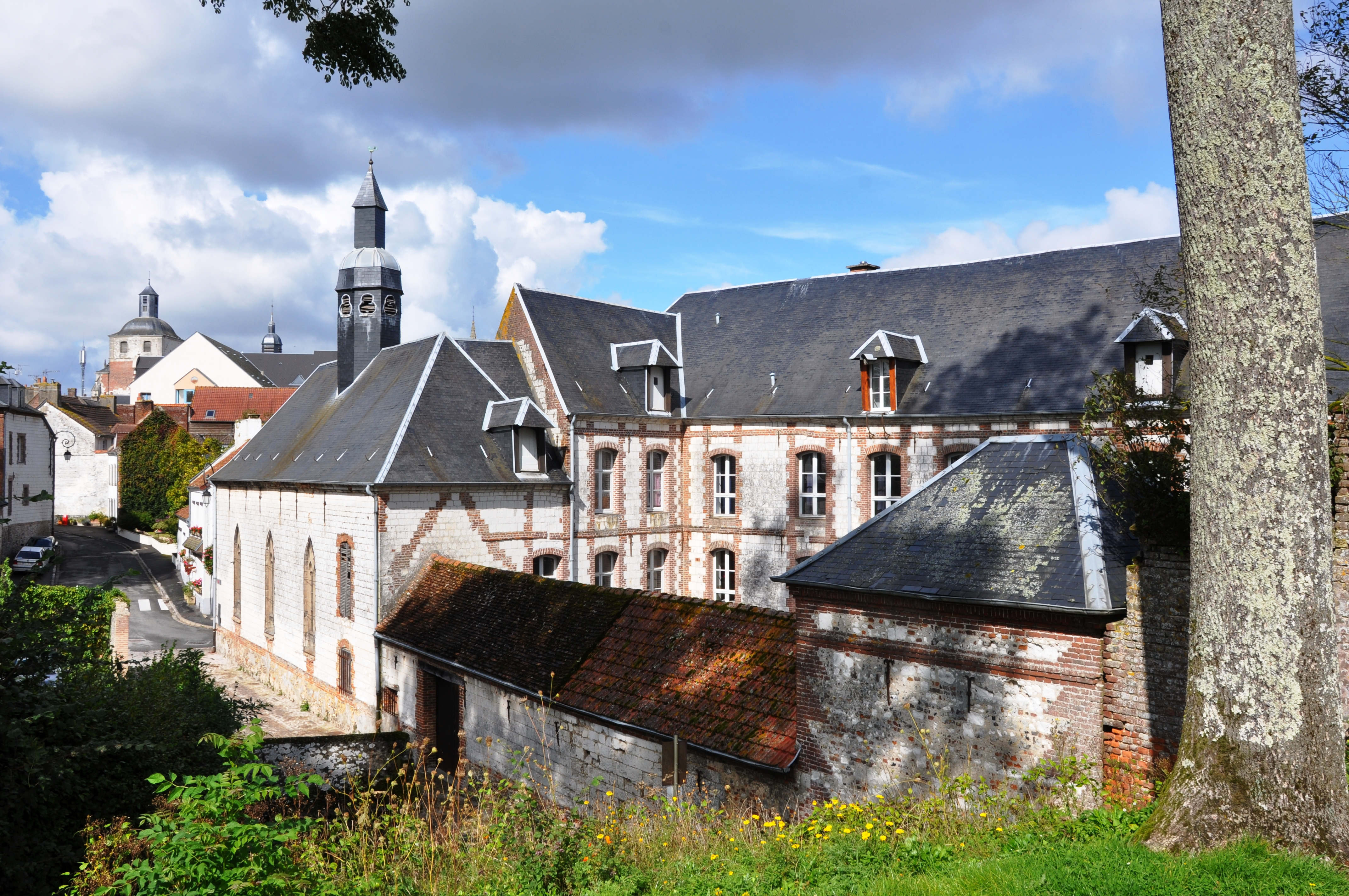
L'orphelinat.

#### Autres monuments et lieux

##### Architecture civile
- La mairie (XVIIIe – XIXe siècles).
- Le musée d'Art et d'Histoire Roger-Rodière.
- La place Darnétal.
- La place du Général-de-Gaulle.
- La rue du Clape-en-Bas où se trouvent de petites maisons typiques du XVIIIe siècle (inscrites aux monuments historiques) occupées aujourd'hui par des artisans d'art et des restaurateurs.
- La gare de Montreuil-sur-Mer.

On dénombre une quarantaine d'hôtels particuliers construits entre 1730 et la fin du XIXe siècle. Certains quartiers étaient privilégiés par les bâtisseurs, au point d'être comparés par Victor Hugo à un « petit faubourg Saint-Germain ».
- La maison dite « Farmer » ou hôtel de la fontaine Solare, située au 98 rue Pierre-Ledent, au bord du parvis Saint-Firmin.
- L'hôtel Guéroult de Boisrobert, située au 6 parvis Saint-Firmin.
- L'hôtel de la fontaine d'Hémencourt, située au 119 parvis Saint-Firmin.
- L'hôtel de Jacquemin de Châteaurenault et de Rougeat, située au 101 parvis Saint-Firmin.
- L'hôtel d'Hurtrel d'Arboval situé au numéros 84-46 du parvis Saint-Firmin.

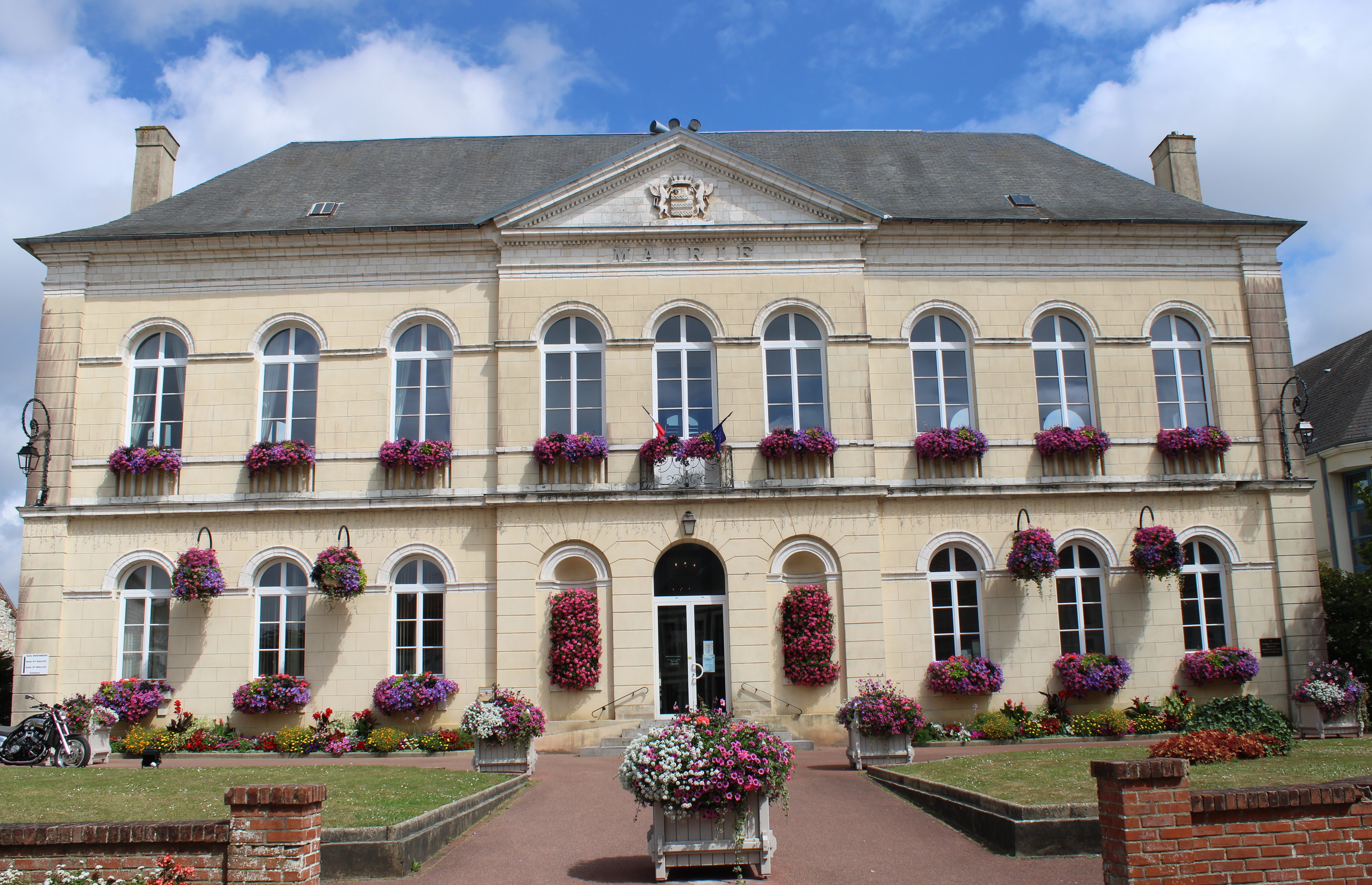
L'hôtel-de-Ville.
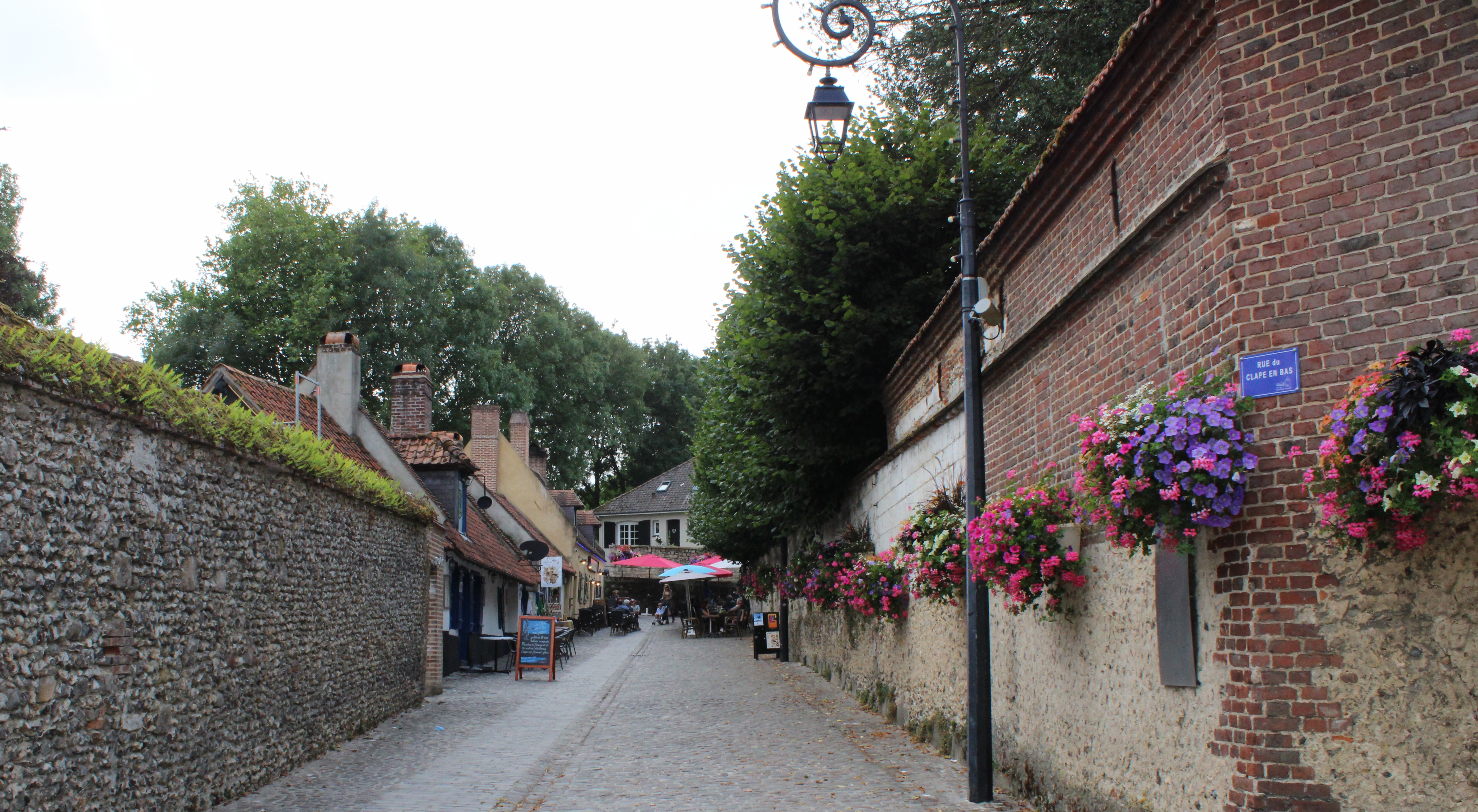
La rue du Clape-en-Bas.
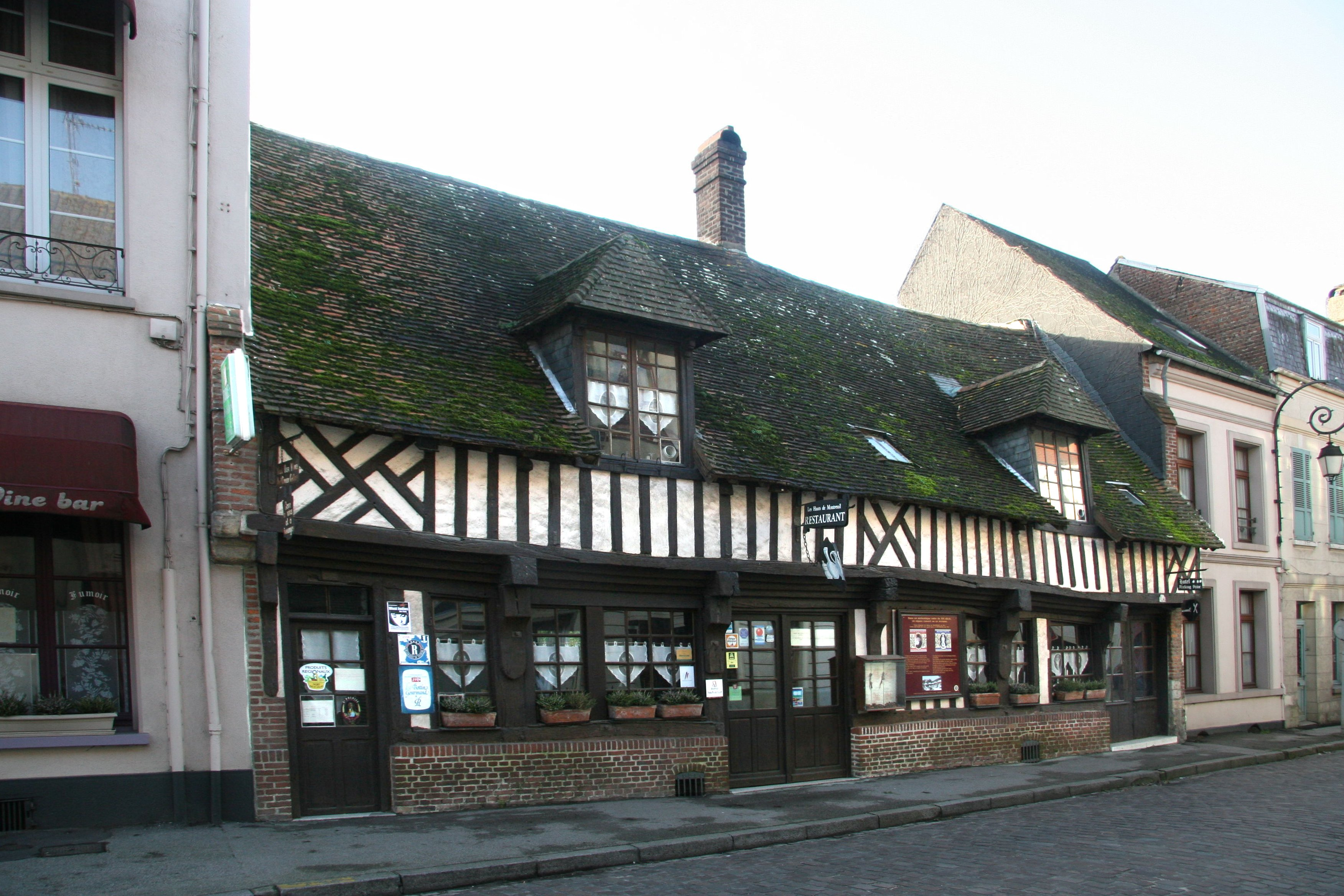
La maison du Pot-d-Étain, XVIe siècle.
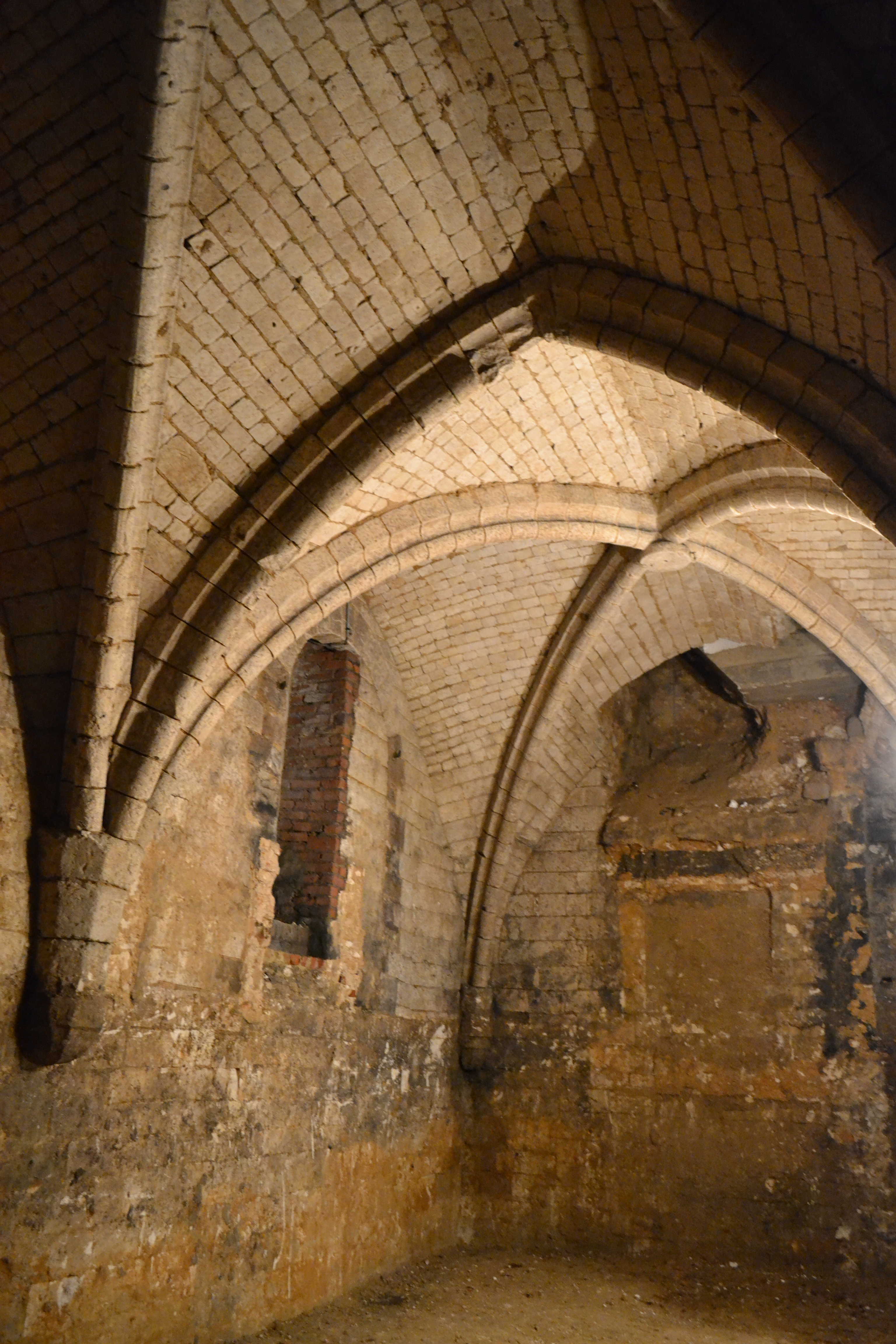
Les caves médiévales, XIIIe siècle.
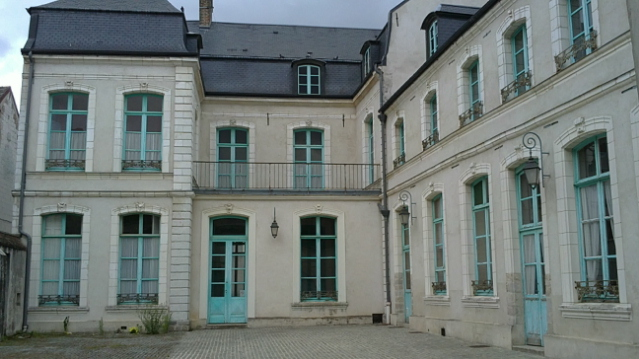
L'hôtel Loysel-le-Gaucher, 1777.
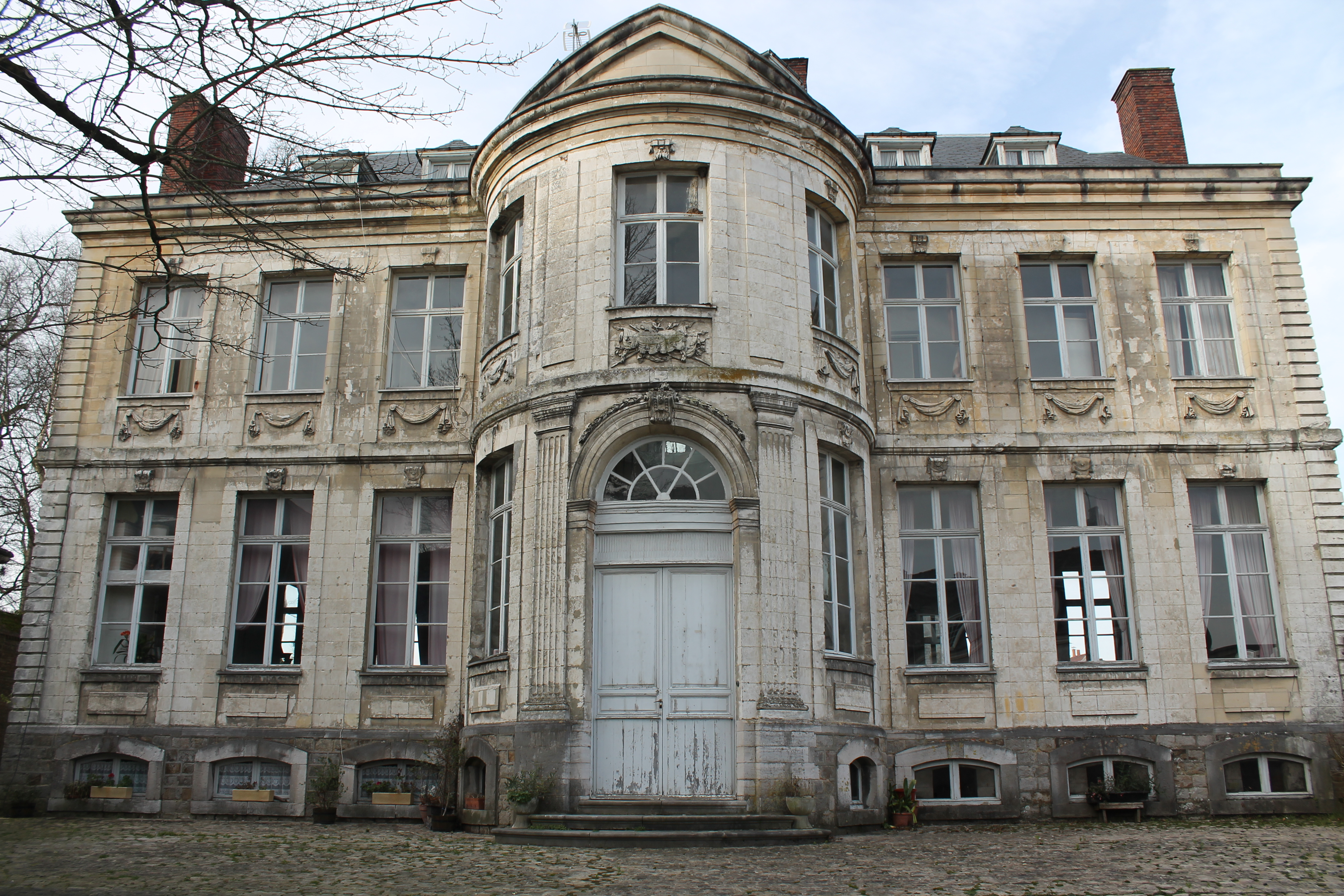
L'hôtel Acary-de-la-Rivière, 1810.

##### Patrimoine militaire
- La citadelle, les remparts, les enceintes urbaines de 8 km linéaire de fortification, en ville haute (2 700 m de promenade) et la ville-basse, les bastions (classés aux monuments historiques).
- Les poudrières.
- La porte de Boulogne.
- Les souterrains allemands (inscrits aux monuments historiques) et blockhaus.

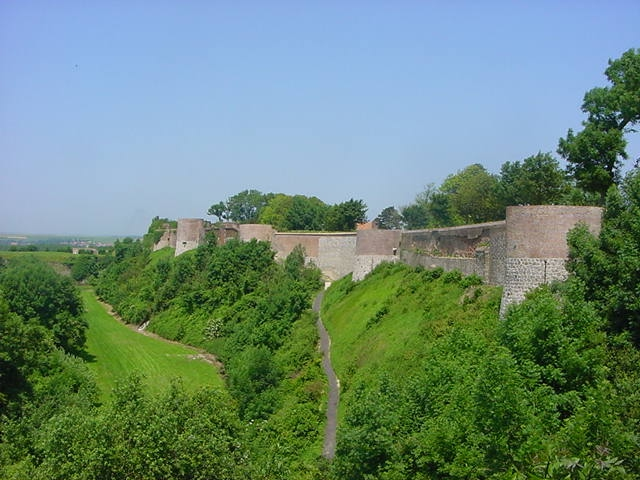
Le front ouest des remparts, XIIIe – XVIe siècle.
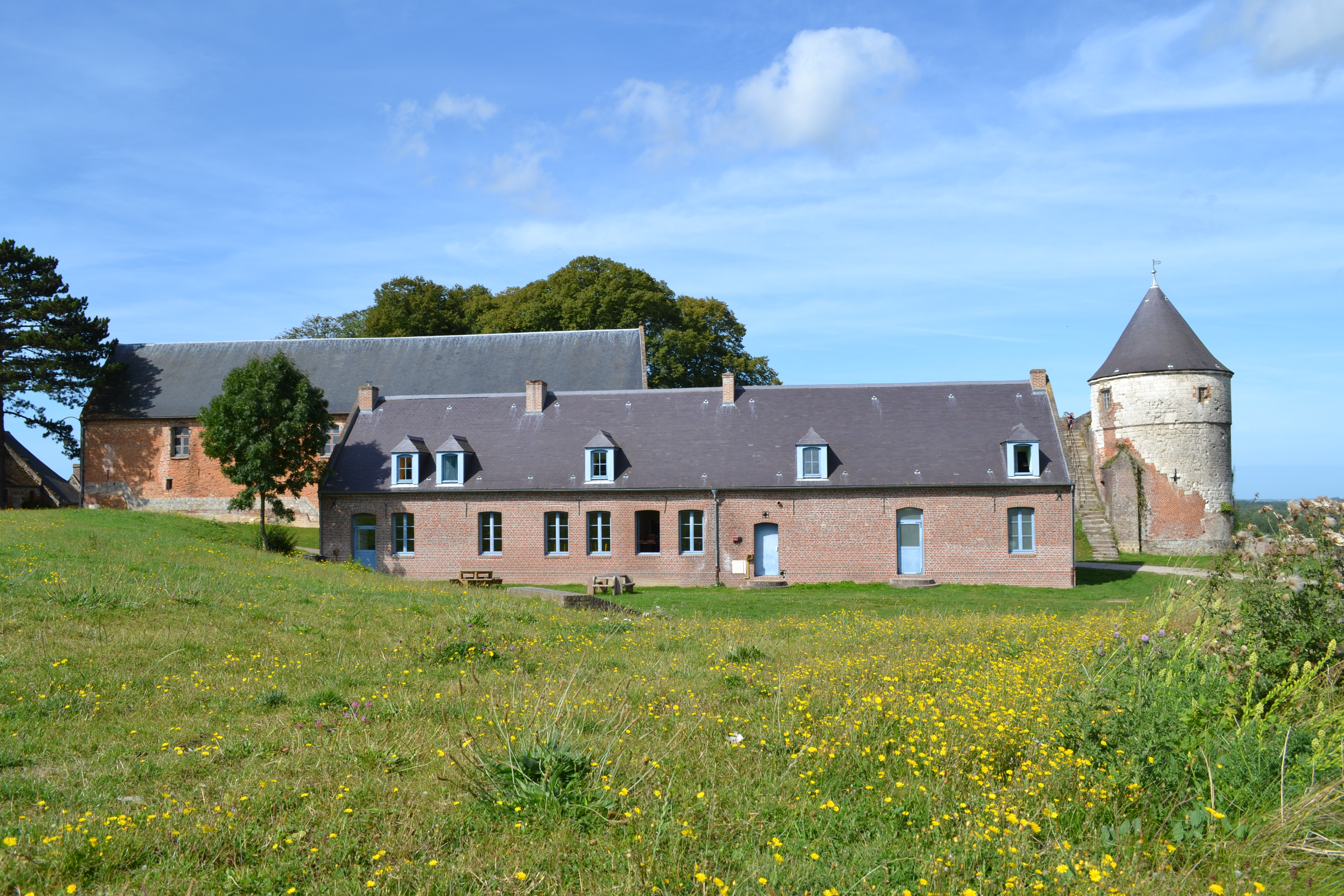
La tour Blanche dans la citadelle, XIIIe au XVe siècle.
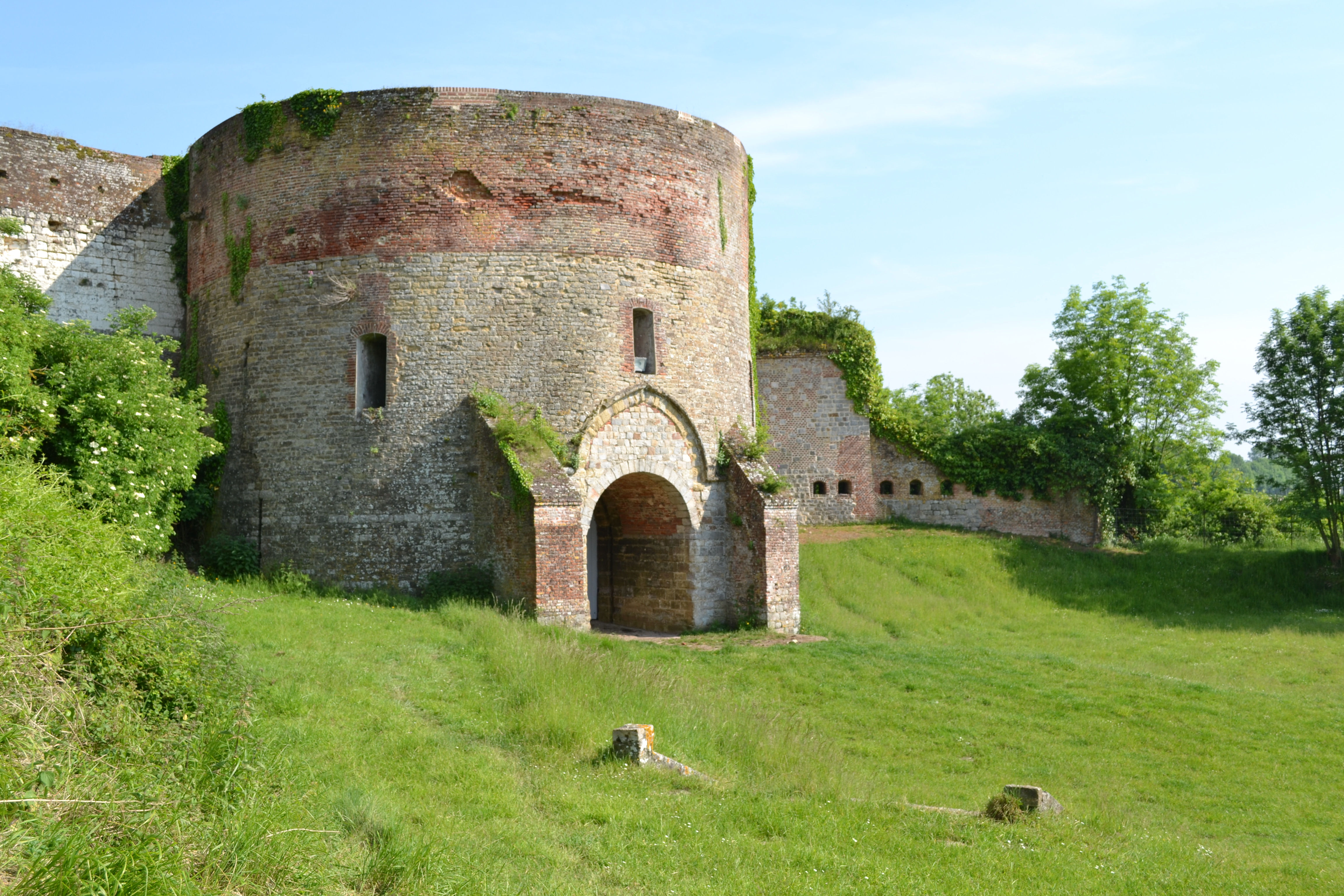
La tour de la Reine Berthe, XIVe siècle.
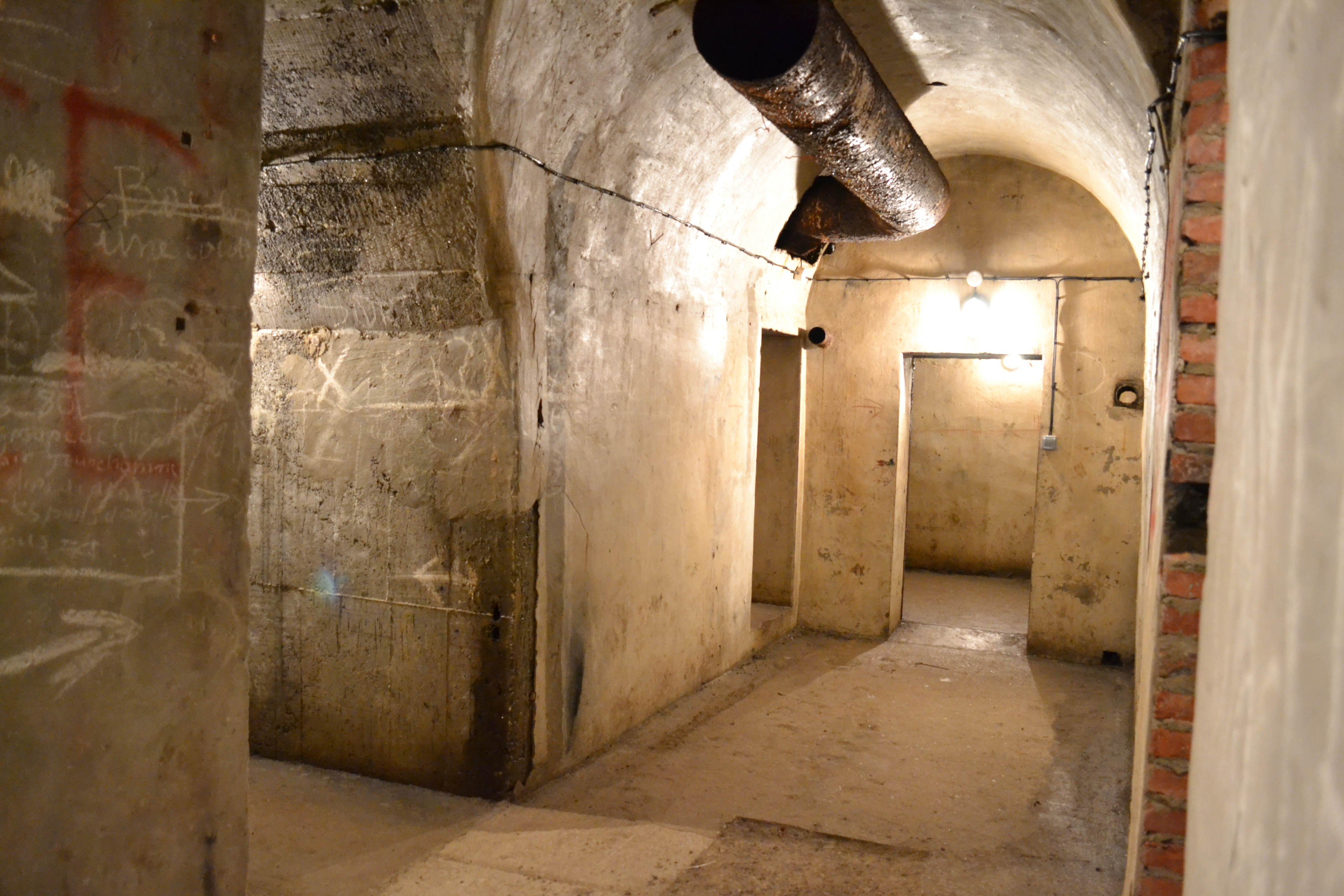
Les souterrains allemands, 1943.

##### Patrimoine industriel
- Les moulins du Bascon.
- L'ancienne manufacture à tabac.
- L'ancienne halle aux grains construite en 1821 (et requalifiée en théâtre à l'italienne depuis 1913).

##### Patrimoine religieux
- L'église abbatiale Saint-Saulve.

Construite au XIIe siècle, l'abbatiale de l'abbaye Saint-Saulve de Montreuil occupe l'emplacement d'un monastère plus ancien dédié à saint Walloy (déformation locale du nom de saint Guénolé), fondé par les moines bretons de Landévennec en 926.
Dans ses dispositions initiales, l'édifice présentait un plan caractéristique des églises de pèlerinage avec chœur à déambulatoire et chapelles rayonnantes.
Reconstruite après la catastrophe naturelle de 1467, l'église est incendiée lors du siège de 1537 et perd définitivement son chœur, son transept et l'étage de ses fenêtres hautes.
Dernier vestige de l'édifice du XIIe siècle, le bloc de façade est constitué d'une tour massive coiffée d'un clocher à lanternon au XVIIIe siècle. Son portail sculpté a été exécuté après 1467.
- Ancien Hôtel-Dieu et chapelle Saint-Nicolas.

L'Hôtel-Dieu fut fondé vers 1200 par le sire Gauthier de Maintenay avec pour mission d'accueillir les pèlerins et les malades. Un premier lieu de culte est érigé vers 1370 puis réédifié vers 1428. En 1467, une catastrophe naturelle provoque l'effondrement de la chapelle. Elle sera réédifiée en 1472.

En 1537, la toiture est refaite à la suite des dégâts réalisés par les troupes des Impériaux qui annexent la ville.
Les bâtiments se dégradent et la chapelle est reconstruite intégralement entre 1871 et 1874 par l'architecte hesdinois Clovis Normand, qui lui donne ce style gothique flamboyant qu'on lui connaît aujourd'hui.
La chapelle de l'Hôtel-Dieu est dotée de vitraux du XIXe ainsi que de boiseries du XVIIIe siècle. Elle est inscrite à l'inventaire supplémentaire des monuments historiques depuis 2000.
- L'ancienne abbaye Sainte-Austreberthe.

L'abbaye Sainte-Austreberthe fut fondée autour du Xe siècle par les religieuses de Pavilly fuyant les invasions Vikings et apportant avec elles les reliques d'Austreberthe. Largement remaniée au XVIIIe siècle, la congrégation est dispersée après la Révolution française. De ce monastère reste la chapelle et le cloître, aujourd'hui partie intégrante du lycée Eugène-Woillez. Son trésor est conservé aujourd'hui dans l'abbatiale Saint-Saulve. Il compte parmi les plus prestigieuses collections d'orfèvrerie médiévale du Nord de la France.
- L'ancien orphelinat et chapelle Saint-Simon Saint-Jude.

Ancien orphelinat situé rue du Paon, il dépendait des hospices civils de Montreuil. Les bâtiments du XIXe siècle ont toujours pour vocation d'accueillir des enfants car occupé par l'école communale maternelle et primaire « Les remparts ». La chapelle du XVIIIe siècle, non affectée aux cultes, est destinée à la vie associative.
- L'église Saint-Josse-au-Val.

La plus ancienne mention de l'église Saint-Josse-au-Val date de 1042. On ignore la date de construction de cet édifice. Dédiée à saint Josse, l'église s'est dotée en 1899 d'un très beau maître-autel en marbre de Carrare, sculpté par Louis Noël, sur lequel sont reproduites deux scènes de la légende de ce saint ermite.
- L'église Saint-Wulphy.
- L'église Saint-Jacques.

Située place Saint-Jacques, il s'agit d'une ancienne église paroissiale médiévale, aujourd'hui transformée en habitation. Sa cloche du XVe siècle est conservée dans l'église d'Écuires.
- Les églises paroissiales disparues :
  - l'église Saint-Pierre. Les ruines sont perceptibles dans le parc de l'hôtel restaurant « Le Château de Montreuil » ;
  - l'église Notre-Dame en Darnétal : elle était la principale paroisse de la ville avant 1789. En 1467, une catastrophe naturelle cause son effondrement. C'est l'abbé de Saint-Saulve, Guillaume de la Pasture, qui pose la première pierre du nouvel édifice le 3 juillet 1486. La Révolution française et la diminution de la population montreuilloise sonnent le glas de cette église paroissiale. Notre-Dame-en-Darnétal est désaffectée avant d'être rasée en 1806. La place Darnétal correspond à l'emprise foncière de l'édifice ;
  - l'église Saint-Firmin. Ruines du portail perceptibles dans l'enceinte d'une propriété privée située parvis Saint-Firmin ;
  - l'église Saint-Josse en les murs.

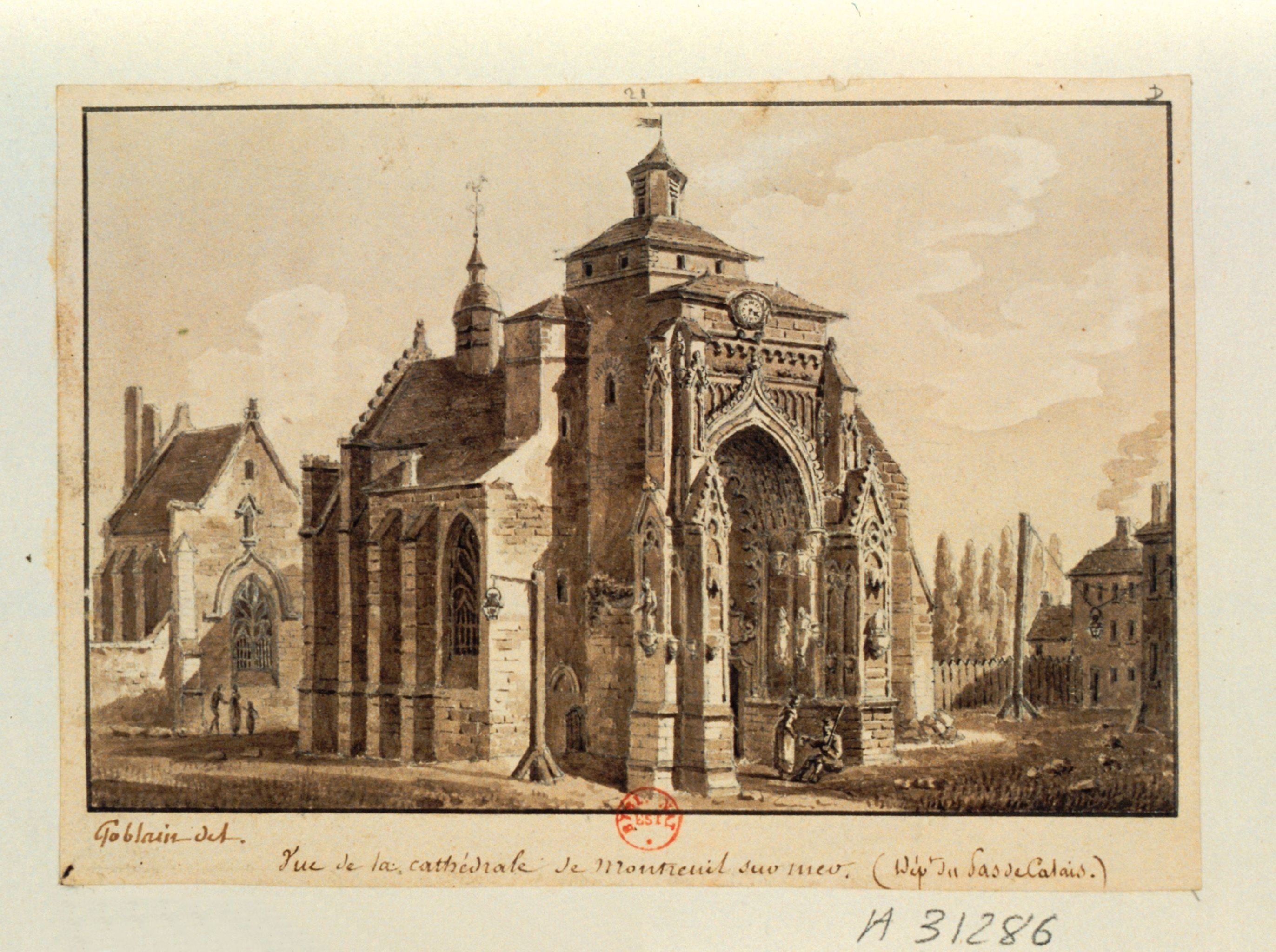
L'abbatiale Saint-Saulve en 1817.
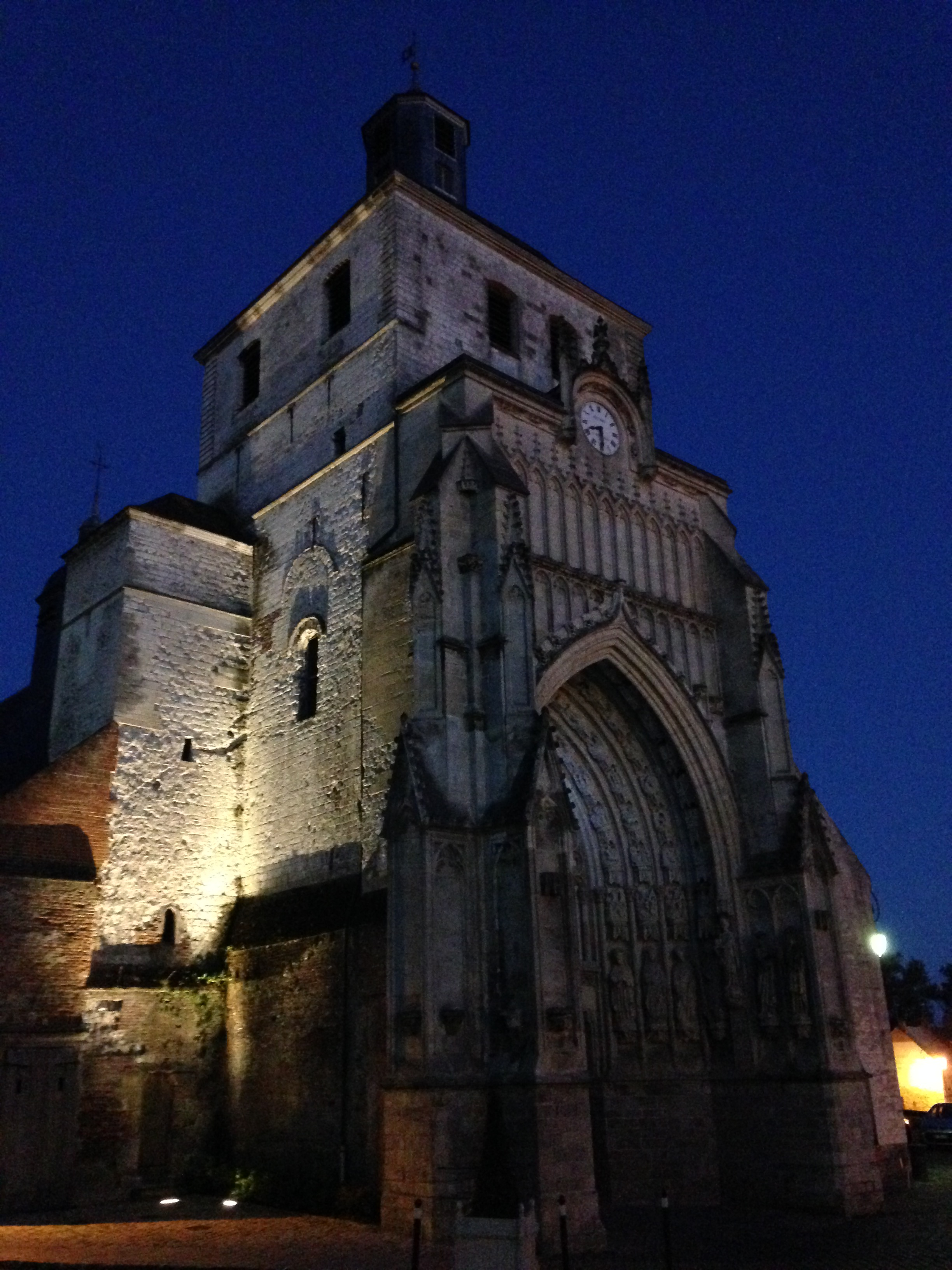
L'abbatiale Saint-Saulve en 2015.
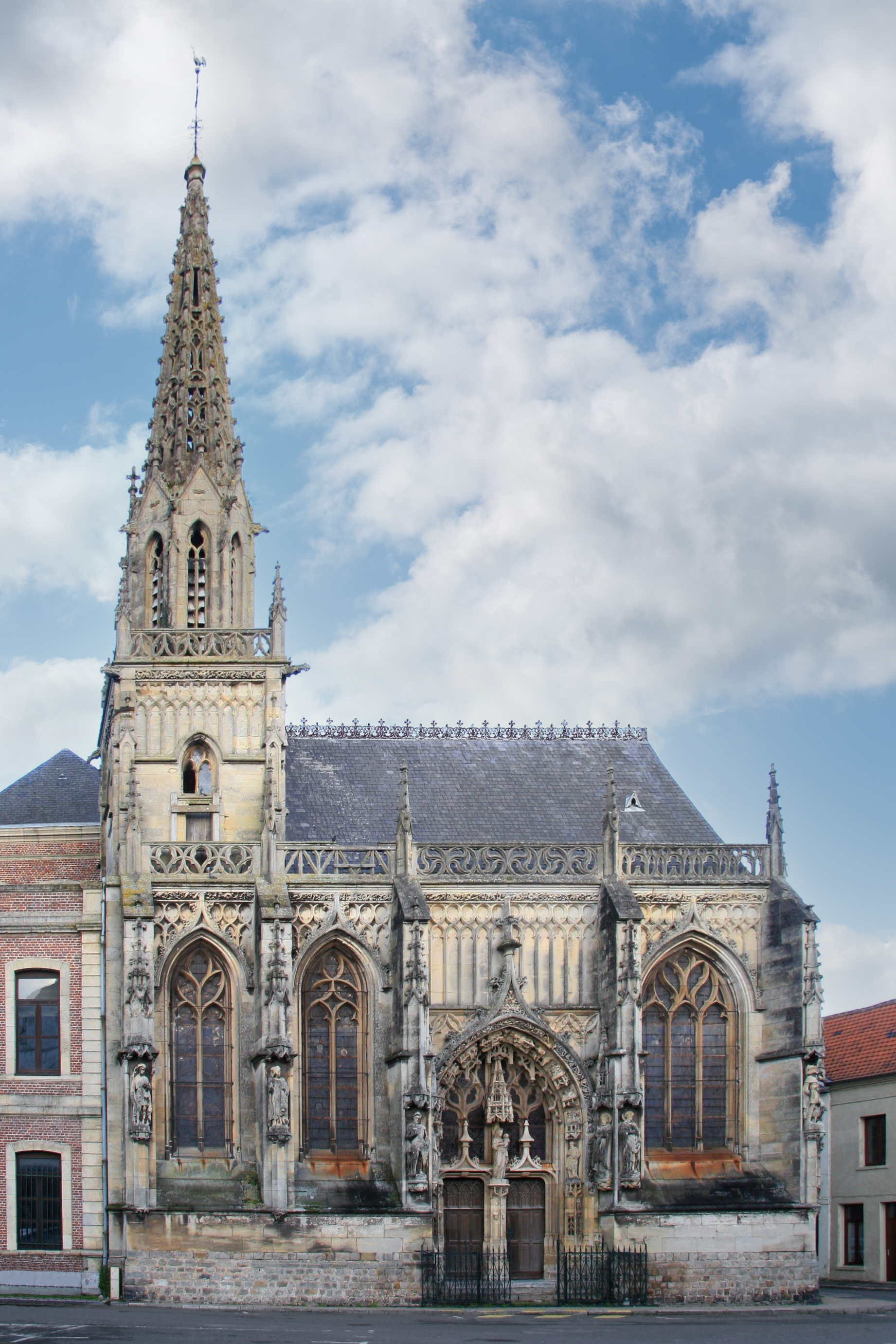
La chapelle de l'Hôtel-Dieu.
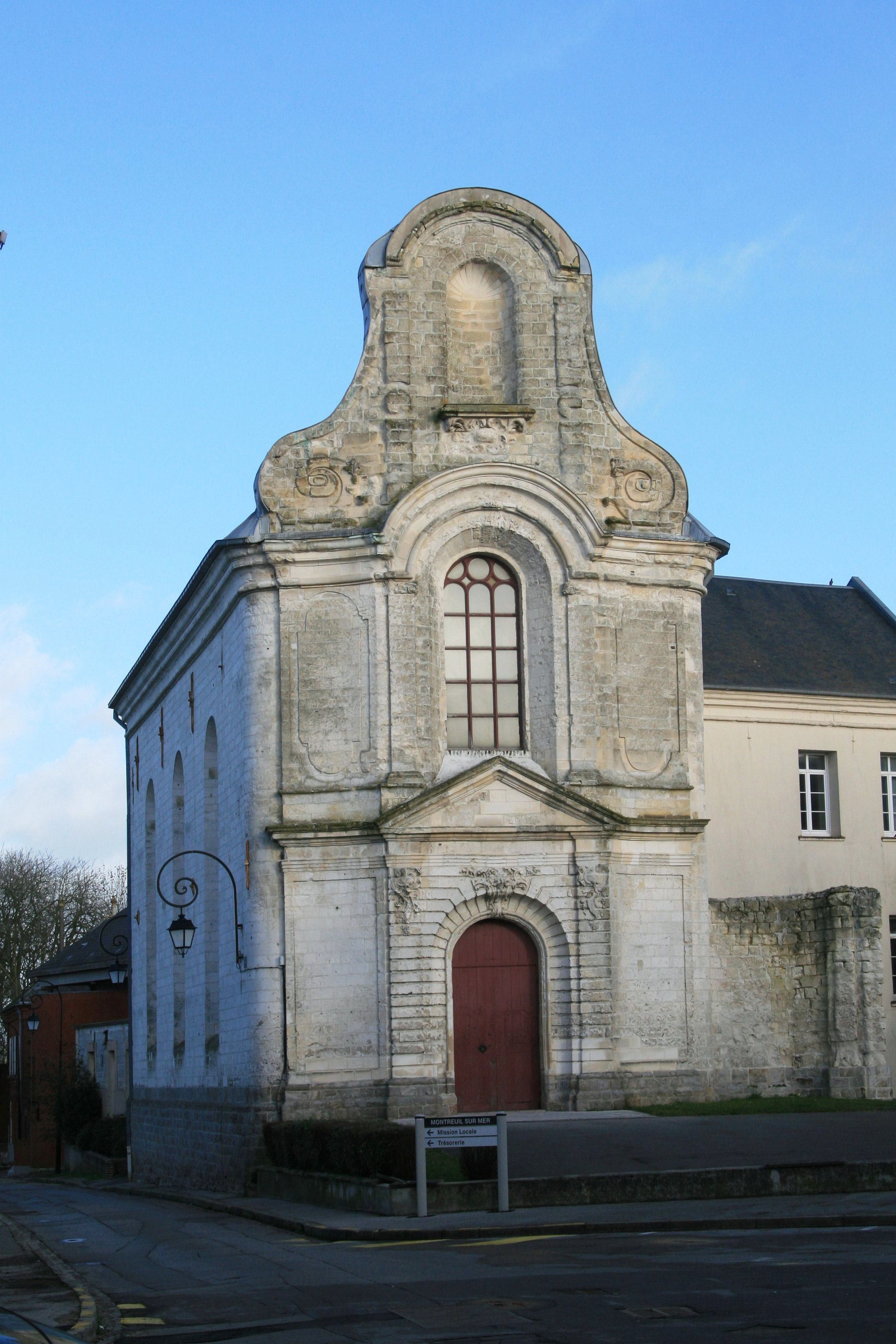
La chapelle Sainte-Austreberthe.

### Patrimoine culturel

#### Lieux liés à la culture
- Le théâtre-cinéma : cette salle d'une capacité de 300 personnes[110] est à la fois une salle de spectacle vivant et de cinéma. Depuis 1989, la compagnie de théâtre Les Malins Plaisirs propose une programmation de théâtrale professionnelle dans le « Goût Français » ;
- Le musée d'Art et d'Histoire Roger-Rodière : fait découvrir la riche histoire de la ville dans un environnement patrimonial et naturel préservé.

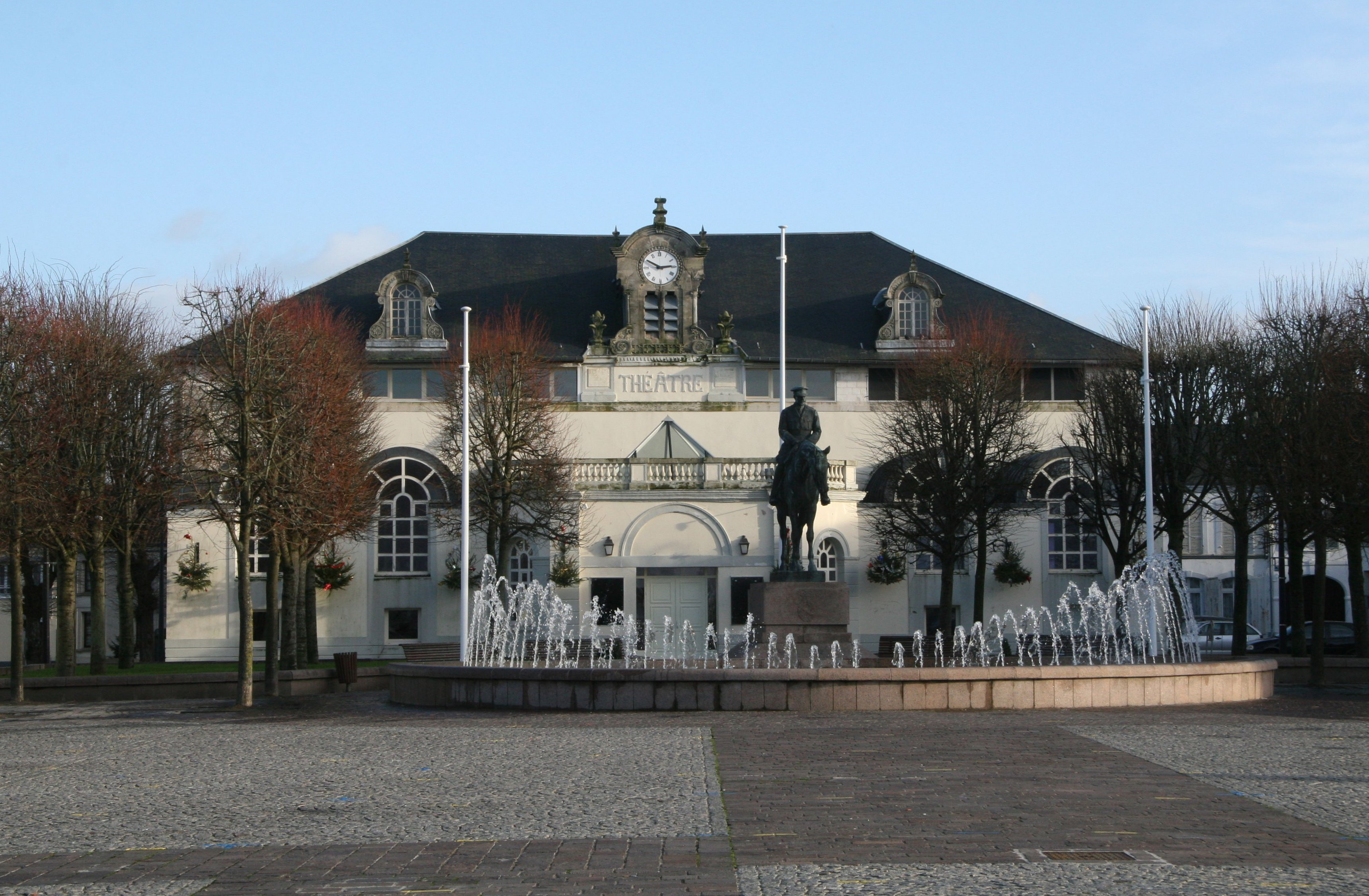
Le théâtre-cinéma.
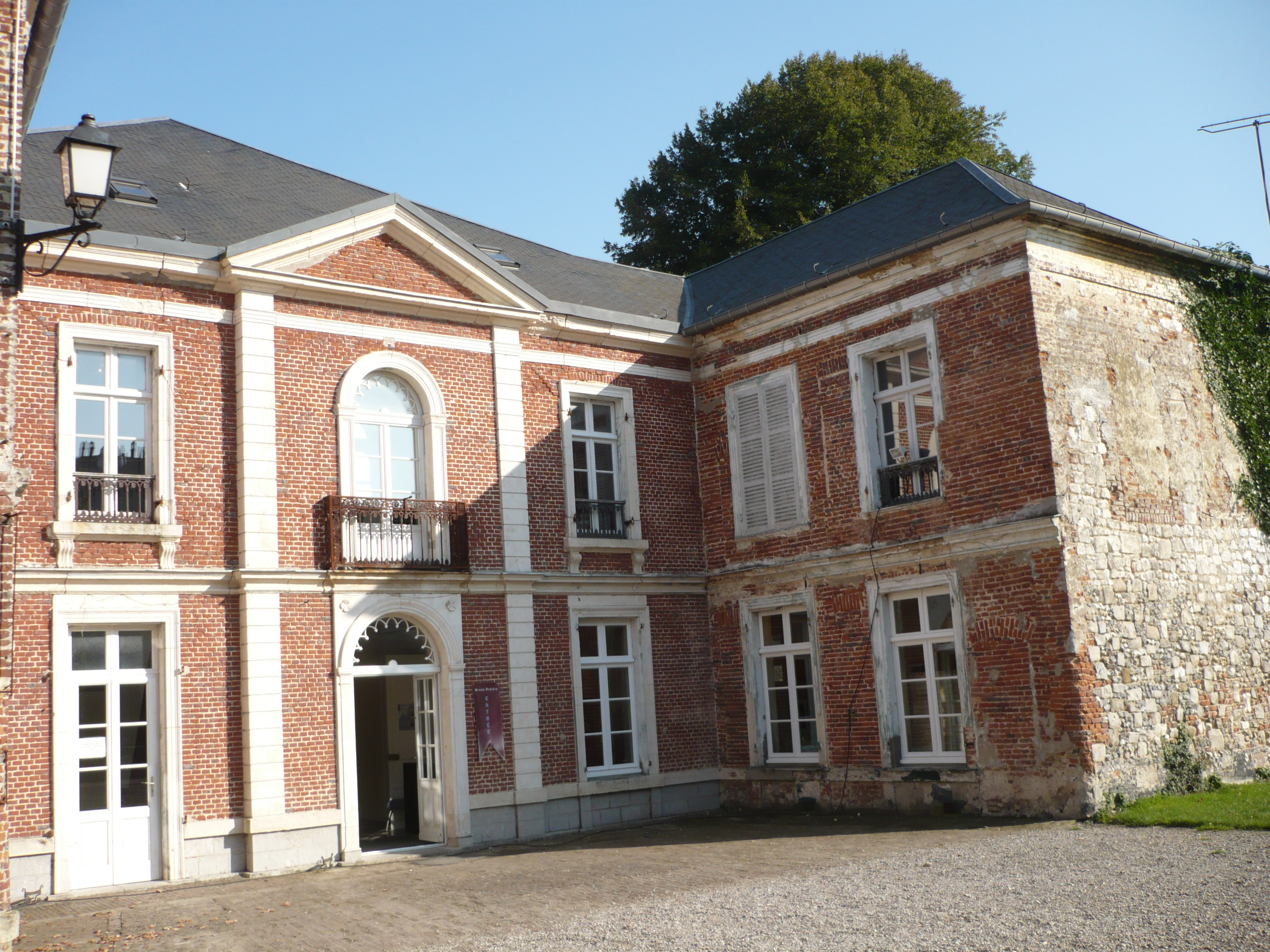
Le musée d'Art et d'Histoire Roger-Rodière.

### Dans les arts et la fiction

#### Roman
L'écrivain britannique Laurence Sterne, qui a visité la ville en 1765, a raconté sa visite dans son roman Voyage sentimental à travers la France et l'Italie.
Victor Hugo, dans la première partie de son roman Les Misérables parue en 1862, situe plusieurs chapitres à Montreuil-sur-Mer. Le personnage principal, Jean Valjean, repris de justice venu du bagne de Toulon, se fixe à Montreuil et cherche à faire oublier son passé. Sous le faux nom de Monsieur Madeleine, il crée une usine de verroteries noires (inventée par Hugo) et devient le bienfaiteur et le maire de la petite ville. Fantine, ancienne grisette parisienne native de Montreuil, travaille dans cette usine mais tombe dans la prostitution pour payer la pension de sa fillette, Cosette. Le policier Javert, qui a été gardien au bagne, soupçonne le passé de « Monsieur Madeleine » quand il l'a vu soulever la charrette du maraîcher Fauchelevent, accidenté probablement dans la Cavée Saint-Firmin, rue en pente qui relie la ville haute des notables aux quartiers populaires le long des fortifications : Javert finit par dénoncer Jean Valjean après une scène de rue où celui-ci est venu au secours de Fantine maltraitée par un bourgeois.

#### Cinéma et téléfilm
Des scènes de films et de téléfilms ont été tournées à Montreuil-sur-Mer :
- 1925 : Les Misérables, film d'Henri Fescourt[112] ;
- 1987 : Sous le soleil de Satan, film réalisé par Maurice Pialat : scènes tournées dans l'église[113] ;
- 2010 : Les Vivants et les Morts, mini-série télévisée réalisée par Gérard Mordillat[114] ;
- 2023 : Un homme heureux, film réalisé et tourné en 2021 à Montreuil-sur-Mer, Rang-du-Fliers et Berck, par Tristan Séguéla, acteurs principaux Fabrice Luchini, Catherine Frot et Philippe Katerine, sorti en février 2023[115],[116] ;
- 2023 : Bénie soit Sixtine, téléfilm réalisé par Sophie Reine, acteurs principaux Capucine Valmary, Adrien Dewitte, Barbara Probst et Valérie Karsenti[117].

### Personnalités liées à la commune

#### Nées à Montreuil-sur-Mer
- Gerbert de Montreuil (début du XIIIe siècle), poète ; on lui doit une Continuation de Perceval et Le Roman de la violette.
- Denis Lambin (1516-1572), humaniste de la Renaissance.
- Adrian Le Roy (v. 1520-1598), luthiste, compositeur et imprimeur de musique.
- Maclou de La Haye, poète de cour du XVIe siècle, lié à Pierre de Ronsard, auteur d'un recueil de poèmes publié en 1553, né à Montreuil-sur-Mer.
- Jean-Baptiste de Caux de Blacquetot (1723-1793), lieutenant-général du génie.
- Jean-Baptiste-Jacques Poultier, (1731 - 1803), député aux États généraux de 1789.
- Pierre Hugues Victoire Merle (1766-1830), général des armées de la Révolution et de l'Empire.
- Alexandre Isidore Leroy de Barde (1777-1828), artiste peintre scientifique, collectionneur de curiosités et grand promoteur des cabinets de curiosités.
- Hurtrel d'Arboval (1777-1839), vétérinaire, un des pères fondateurs de la pratique vétérinaire en tant que science.
- François Baillon (1778-1855) zoologiste.
- Fantine (1796- 1823), personnage fictif du roman Les Misérables de Victor Hugo.
- Eugène Woillez (1811-1882), médecin, il a donné son nom au lycée de Montreuil.
- François Hamille (1812-1885), homme politique.
- Émile de Lhomel (1813-1906), maire de Montreuil, conseiller général et député du Pas-de-Calais de 1885 à 1889.
- Hippolyte Castille (1820-1886), journaliste et écrivain.
- Alexandre de Bar (1821-1914), peintre, dessinateur et graveur.
- Henri Potez (1863-1946), poète, professeur de langues et de lettres à la faculté de Lille.
- Roger Rodière (1870-1944), né et mort à Montreuil, historien et fondateur du musée d'Art et d'Histoire Roger-Rodière.
- Cédric Mionnet (1974-), footballeur professionnel.
- Anthony Roux (1977-), scénariste de bande dessinée et de films, réalisateur, concepteur de jeux vidéo et co-créateur de l'entreprise Ankama.

#### Ayant habité ou étant passées à Montreuil-sur-Mer
- Blaise Duval de Hautmarest (1739-1803), lieutenant de Roi de la citadelle de Montreuil-sur-Mer puis général de division de la République.
- Michel Ney (1769-1815), commandant du camp de Montreuil en 1803.
- Victor Hugo (1802-1885), de passage à Montreuil le 4 septembre 1837, lors d'un voyage dans le Nord en compagnie de sa maîtresse Juliette Drouet, immortalise la ville en y situant de nombreuses scènes de son roman Les Misérables. Il invente monsieur Madeleine qui en devient le maire en 1820 et qui n'est autre que Jean Valjean, ex-bagnard. Il en fait aussi la ville natale de Fantine qui y meurt en 1823. Le nom de Jean Valjean vient d'une ferme appelée Val près de Bois-Jean.
- Paul Perrochaud (1816-1879), est un médecin installé pendant plusieurs années à Montreuil, il y pratique également une action bénévole en faveur des déshérités[118].
- Émile Lavezzari (1832-1887), il s'installe comme architecte et réalise l'éclairage au gaz de la commune[119].
- Ernest Parton (1845-1933), artiste peintre américain.
- George de Lhomel (1855-1924), maire de Montreuil et grand historien de Montreuil et du Ponthieu.
- Douglas Haig (1861-1928), commandant-en-chef du grand quartier général britannique pendant la Première Guerre mondiale. Sa statue équestre, sculptée par Paul Landowski, orne la place du Général-de-Gaulle depuis 1931.
- Henry Golden Dearth (1864-1918), artiste peintre américain qui possède une maison et un atelier à Montreuil.
- Frits Thaulow, peintre norvégien en résidence à Montreuil-sur-Mer dans les années 1890
- Fred Mayor (1865-1916), peintre anglais installé au 91, Grande-Rue. Deux de ses enfants sont nés à Montreuil.
- Harry Allis (1870-1938), artiste peintre américain
- Harry Van der Weyden, peintre américain, en résidence propriétaire de l'Hôtel Acary de la Rivière de 1900 à 1916.
- André Derain peintre cubiste de passage à Montreuil-sur-Mer en 1909.
- Charles Lovy (1880-1903), militaire, fut enfant de troupe à l’école militaire de Montreuil.
- Philippe de Hauteclocque (1902-1947), futur maréchal Leclerc, stationna avec l'état-major de la 4e D.I. au printemps 1940.

#### Mortes à Montreuil-sur-Mer
- Berthe de Hollande (1058-1093), reine de France, épouse de Philippe, fut (selon la légende) enfermée dans une des tours du château de Montreuil.
- Ferry de Beauvoir (14??-1473), évêque d'Amiens, réfugié à Montreuil après la prise par Louis XI de la quasi-totalité de son diocèse.
- Adrien Martial Thomas de Saint-Henry (1767-1829), général de l'Empire y est décédé.
- Alexis-Paul Pachot d'Arzac (1844-1906), peintre, a travaillé à Montreuil.

### Héraldique, logotype et devise

#### Armoiries
| Blason de Montreuil-sur-Mer | Blason  | D'or à deux fasces d'azur, au chef du même chargé de trois fleurs de lys aussi d'or. Devise / CriFidelissima picardorum natio « La plus fidèle nation des Picards » |
| Blason de Montreuil-sur-Mer | Détails | Armes de la ville depuis le début du XVIIe siècle. Adopté par la municipalité.                                                                                      |

#### Devise
La devise de Montreuil-sur-Mer est fidelissima picardorum natio qui signifie « La plus fidèle nation des Picards » et aurait été attribuée à la ville par Henri IV en 1606 lors de sa visite de la ville. Montreuil-sur-Mer fut une commune de la Picardie dite « historique », qui s'étendait jusqu'à Calais.

## Pour approfondir

#### Bases de données, dictionnaires et encyclopédies
- Ressources relatives à la géographie :   - Insee (communes)
  - Ldh/EHESS/Cassini
- Ressource relative à plusieurs domaines :   - Annuaire du service public français
- Ressource relative à la musique :   - MusicBrainz
- Notices d'autorité :   - VIAF
  - BnF (données)
  - IdRef
  - LCCN